# Modernizm (architektura)

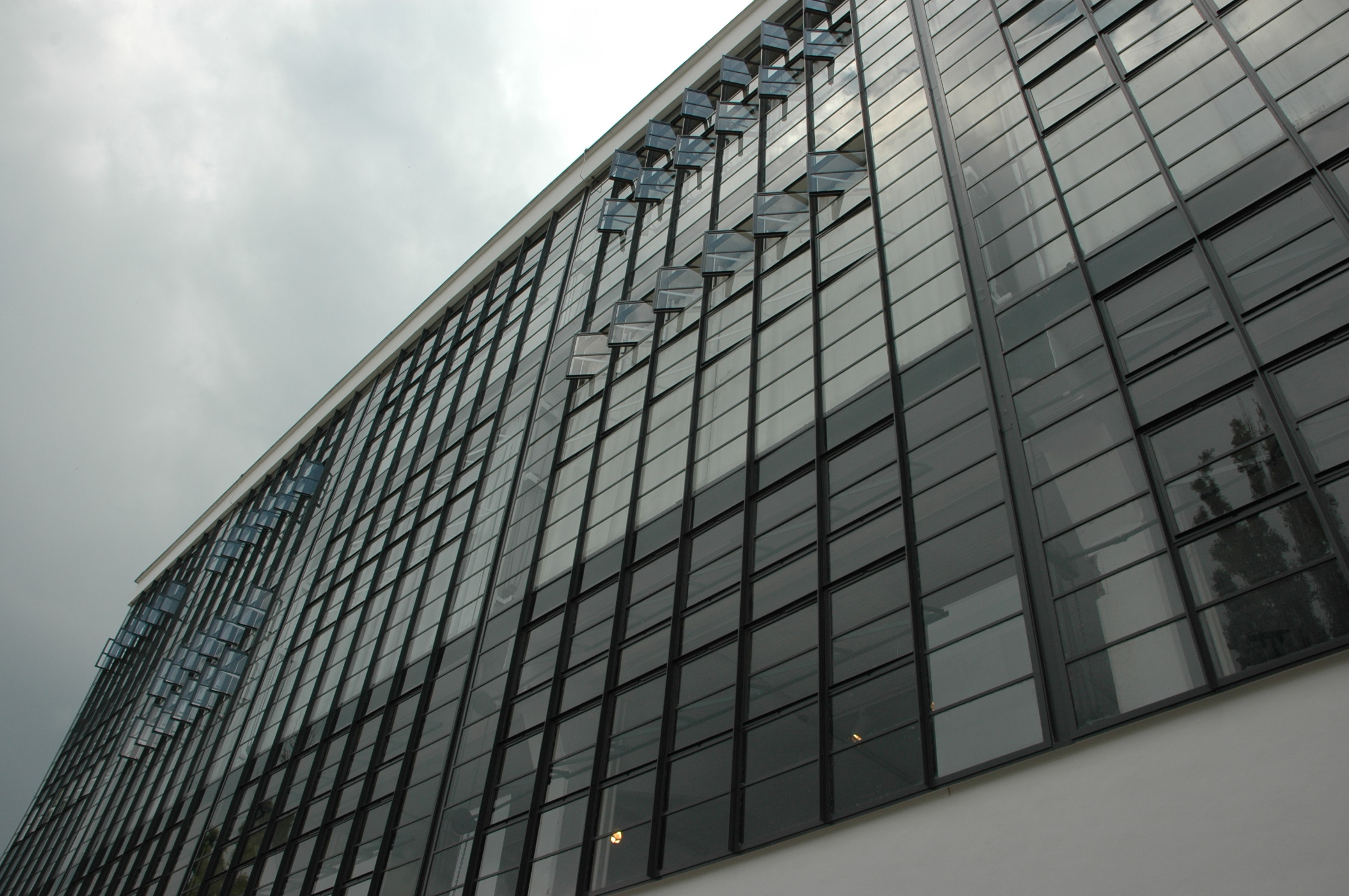
Modernizm:
W. Gropius, budynek Bauhausu w Dessau-Rosslau

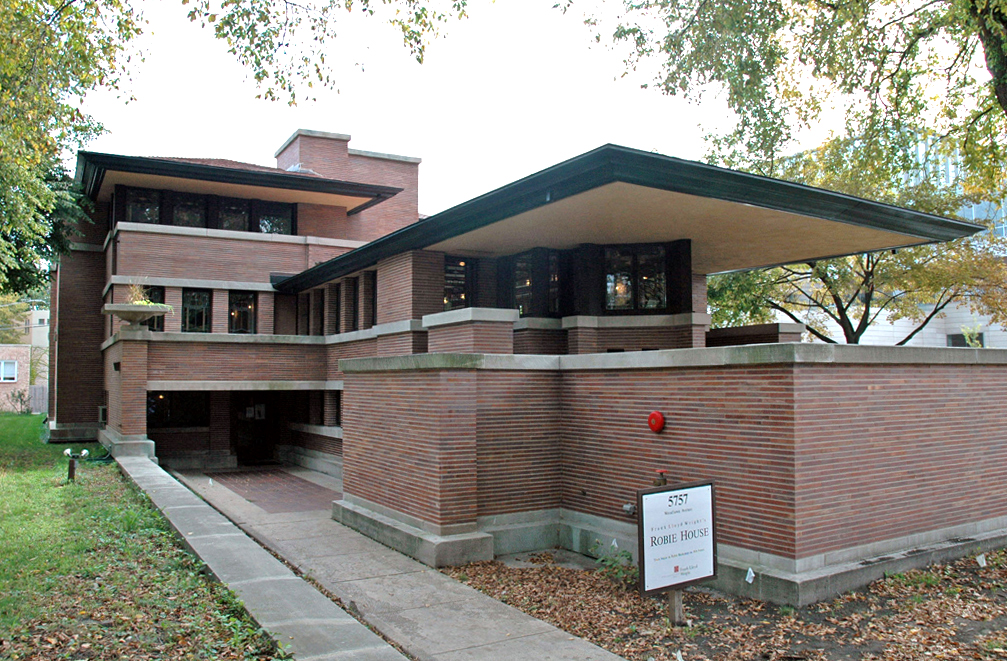
Wczesny modernizm:
F. Lloyd Wright, Robie House

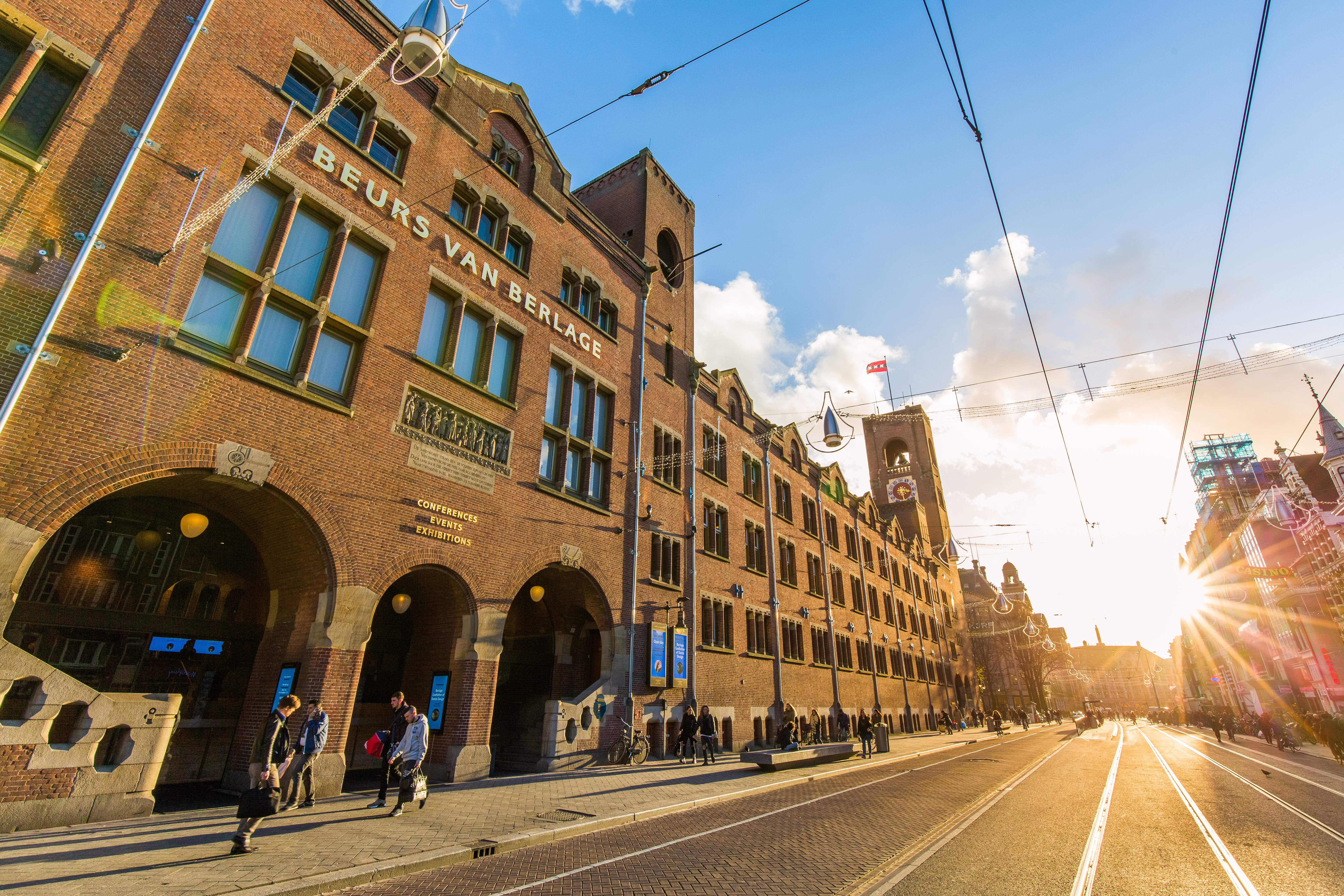
Wczesny modernizm:
H.P. Berlage, Giełda w Amsterdamie

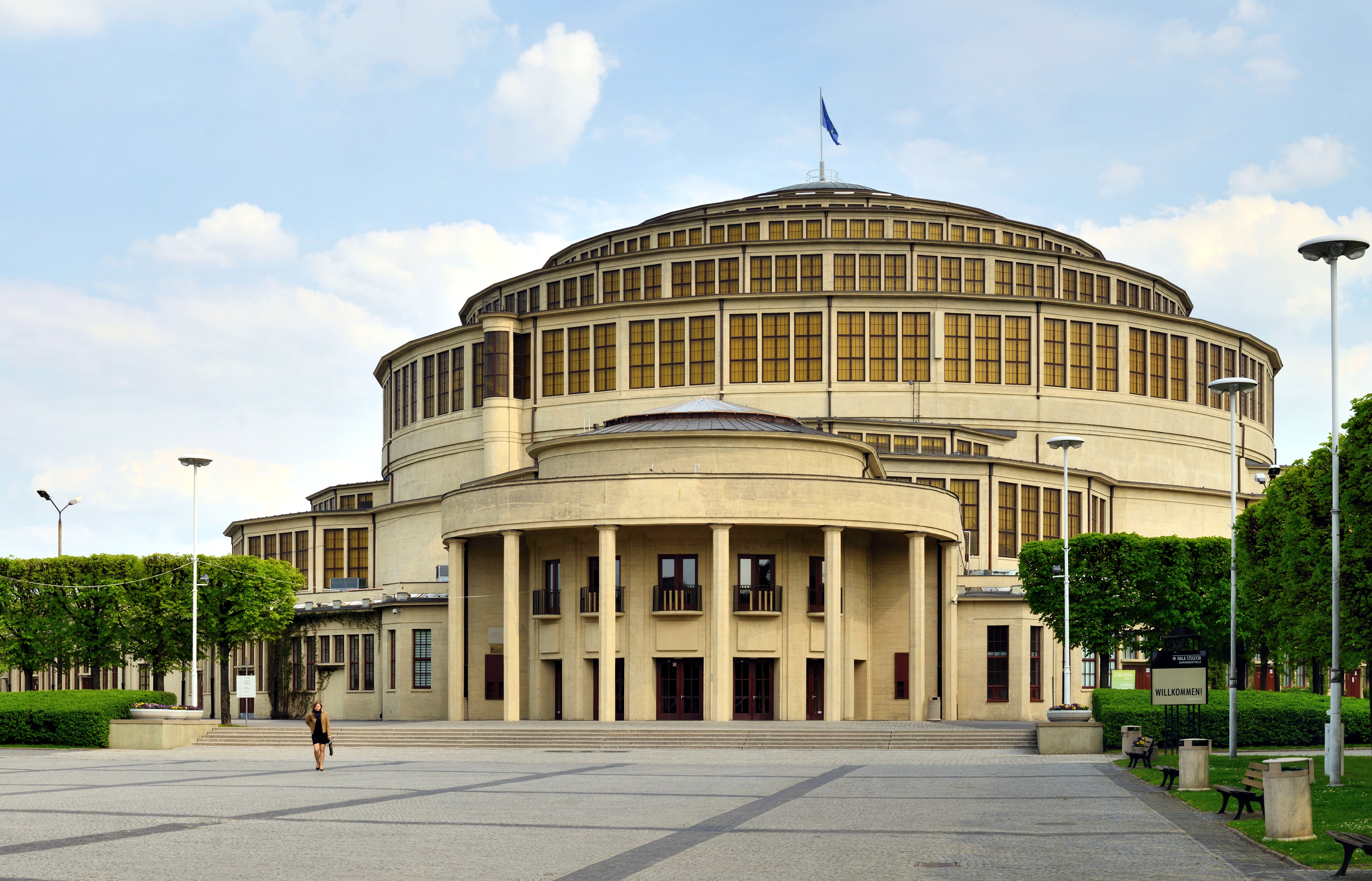
Wczesny modernizm:
M. Berg, Hala Stulecia we Wrocławiu

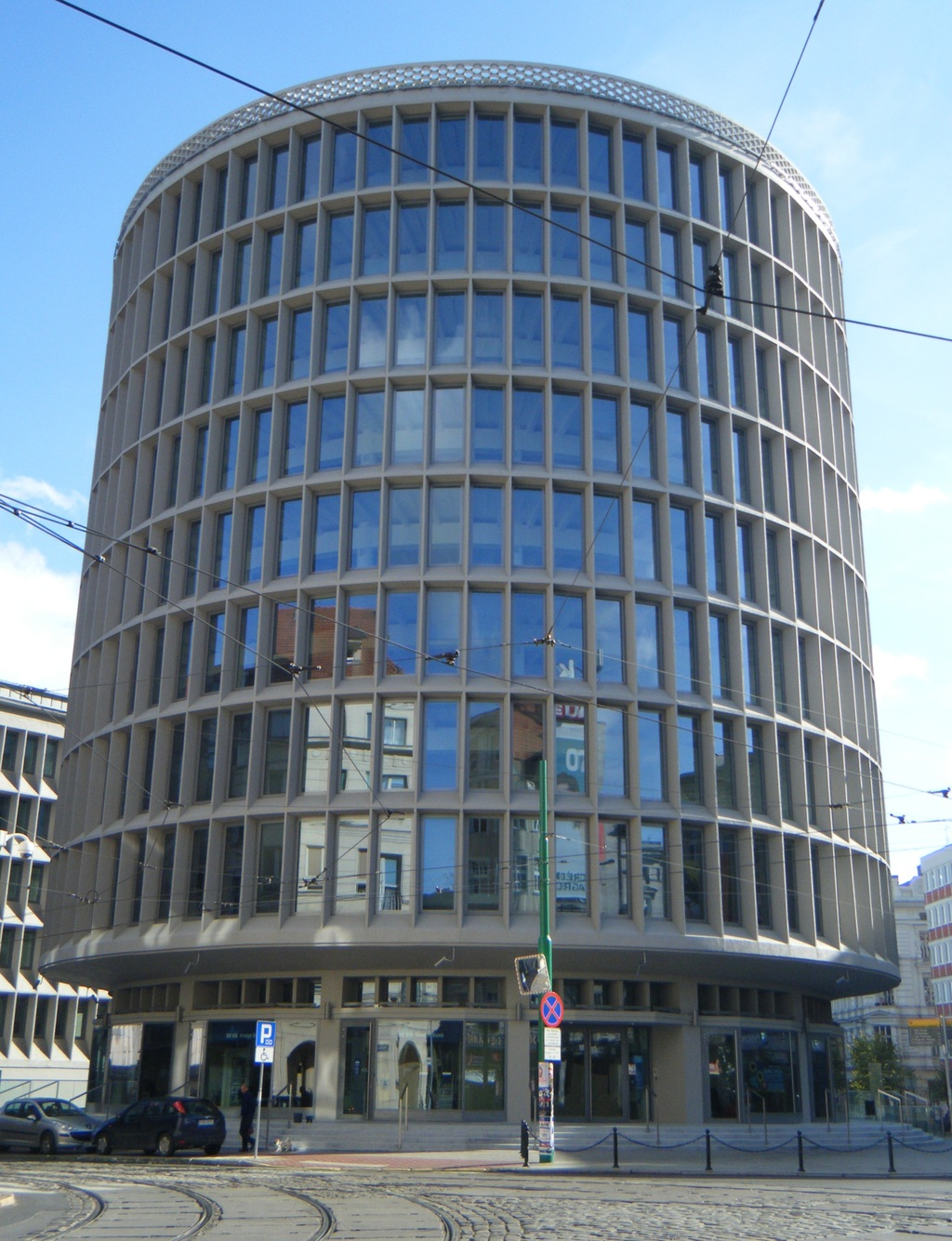
Modernizm:
Marek Leykam, Okrąglak (Poznań)

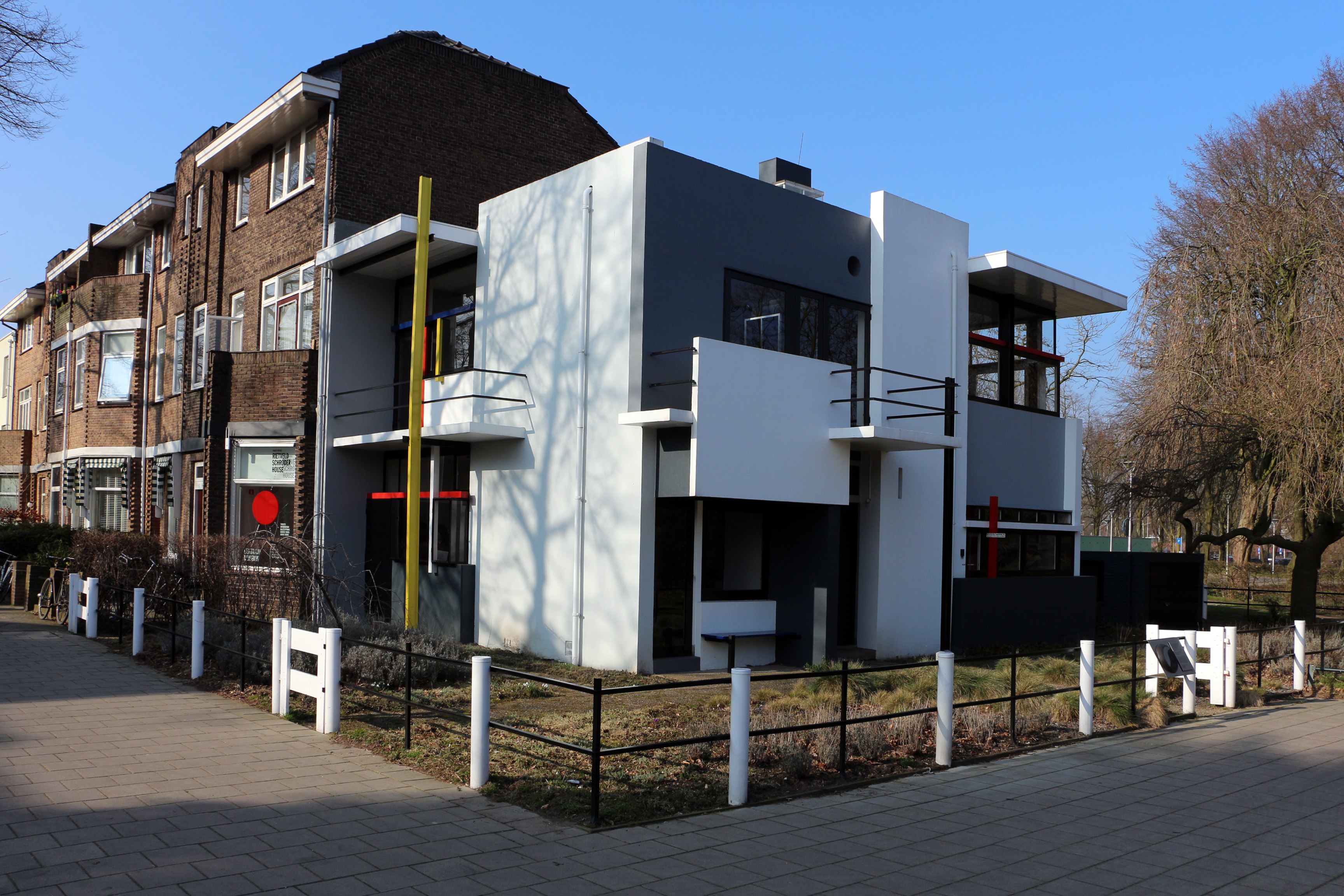
Modernizm:
G. Rietveld, dom pani Schroeder w Utrechcie

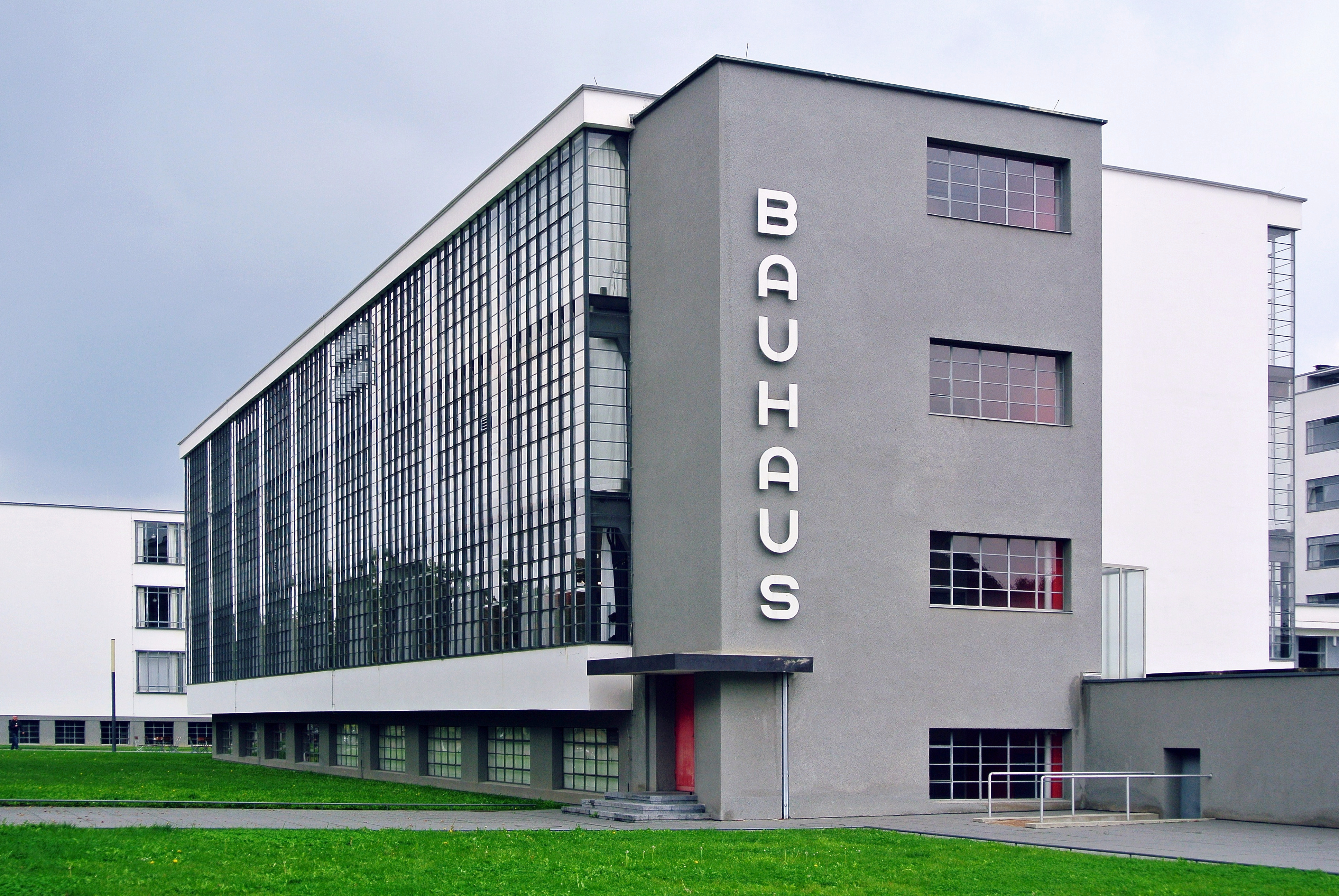
Modernizm:
W. Gropius, budynek Bauhausu w Dessau-Rosslau

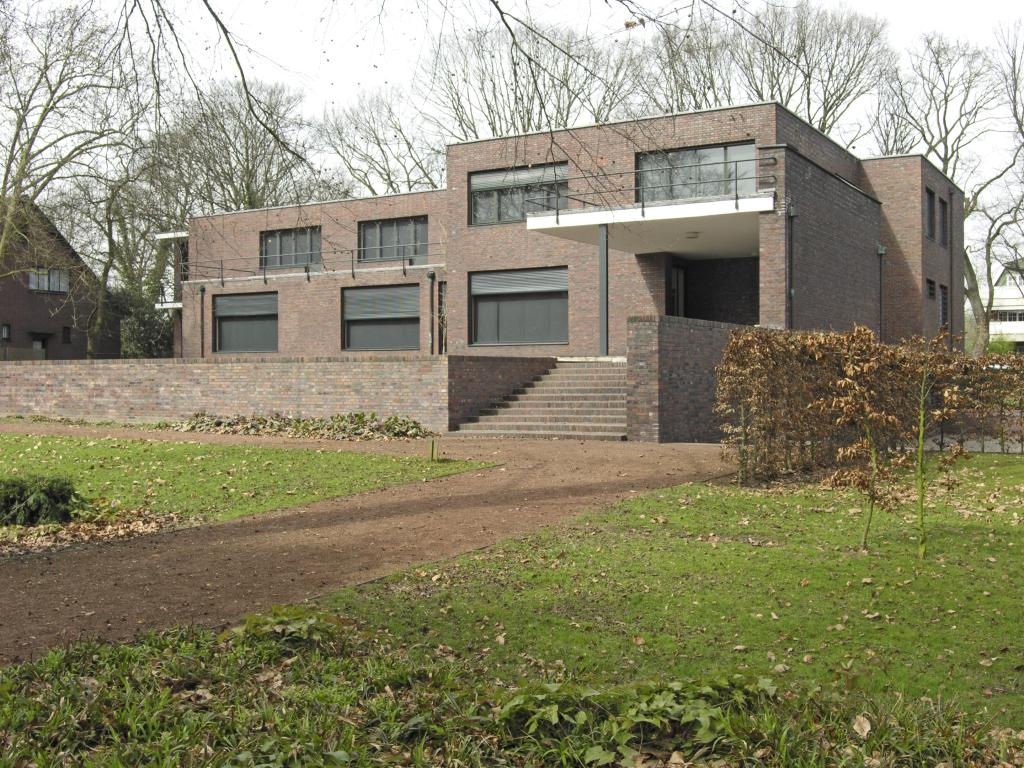
Modernizm:
L. Mies van der Rohe,
Domy Langego i Esthersa w Krefeld

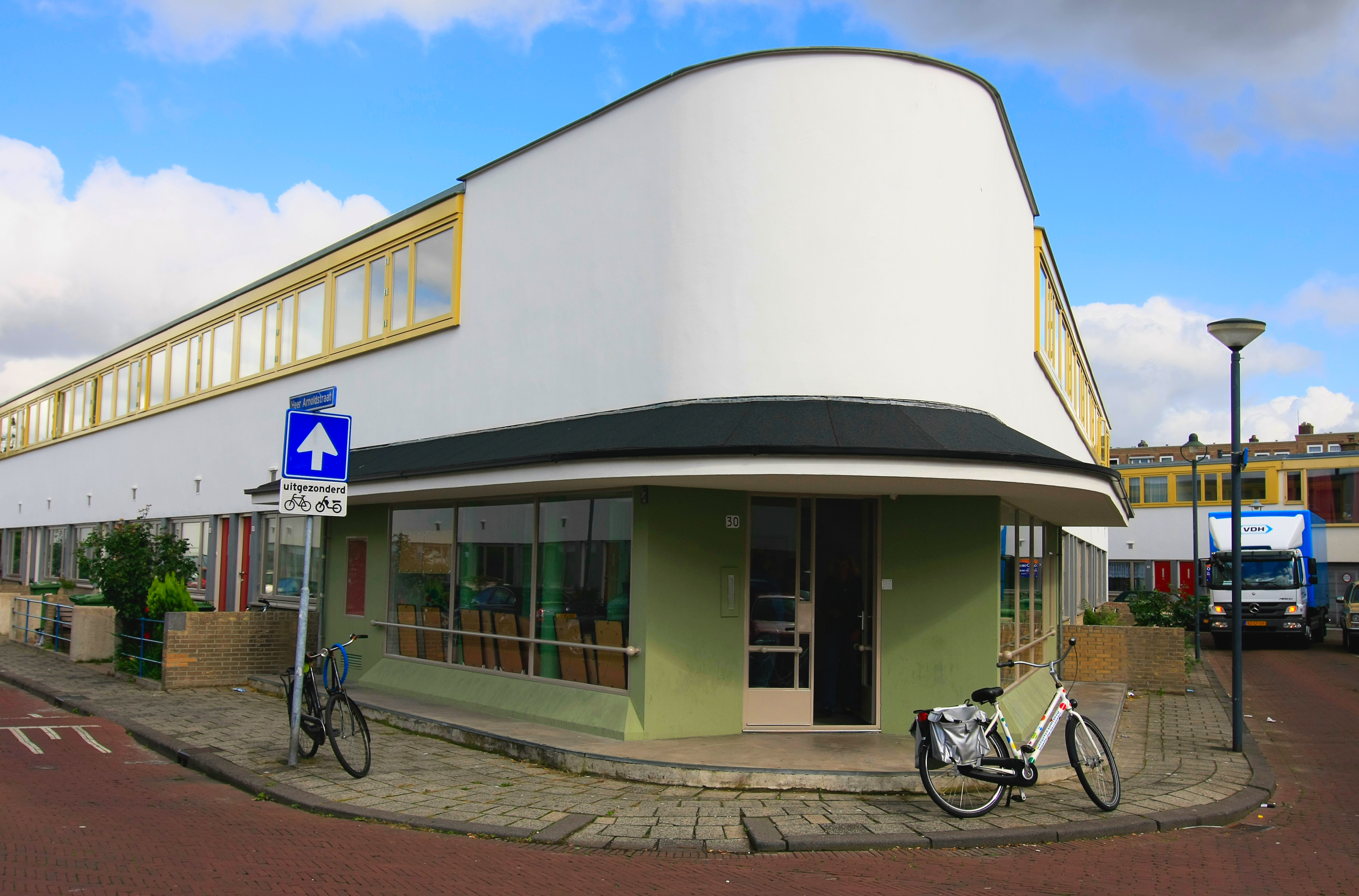
Modernizm:
J.J.P. Oud,
osiedle Kiefhoek w Rotterdamie

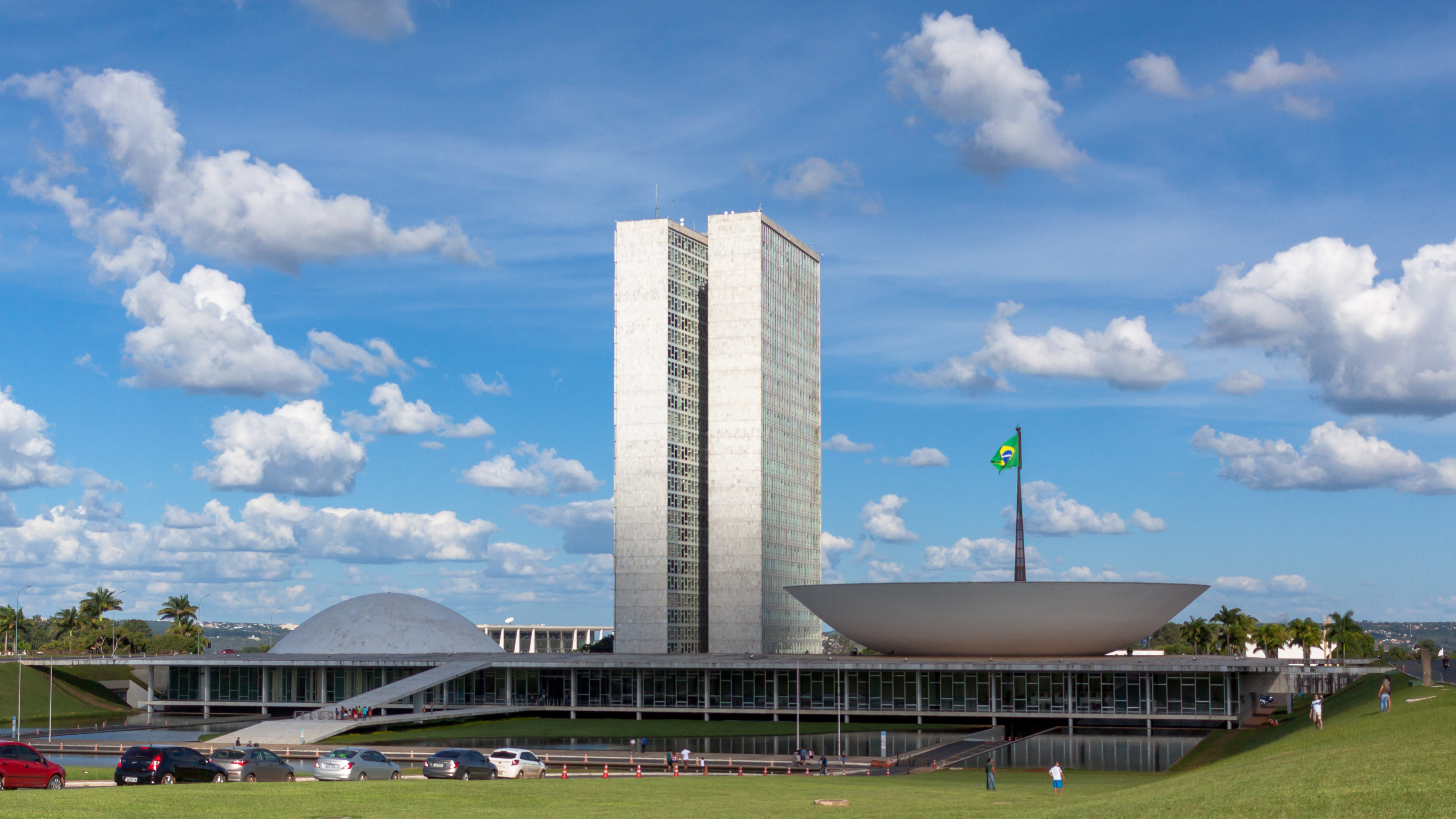
Modernizm:
O. Niemeyer,
Parlament w Brasílii

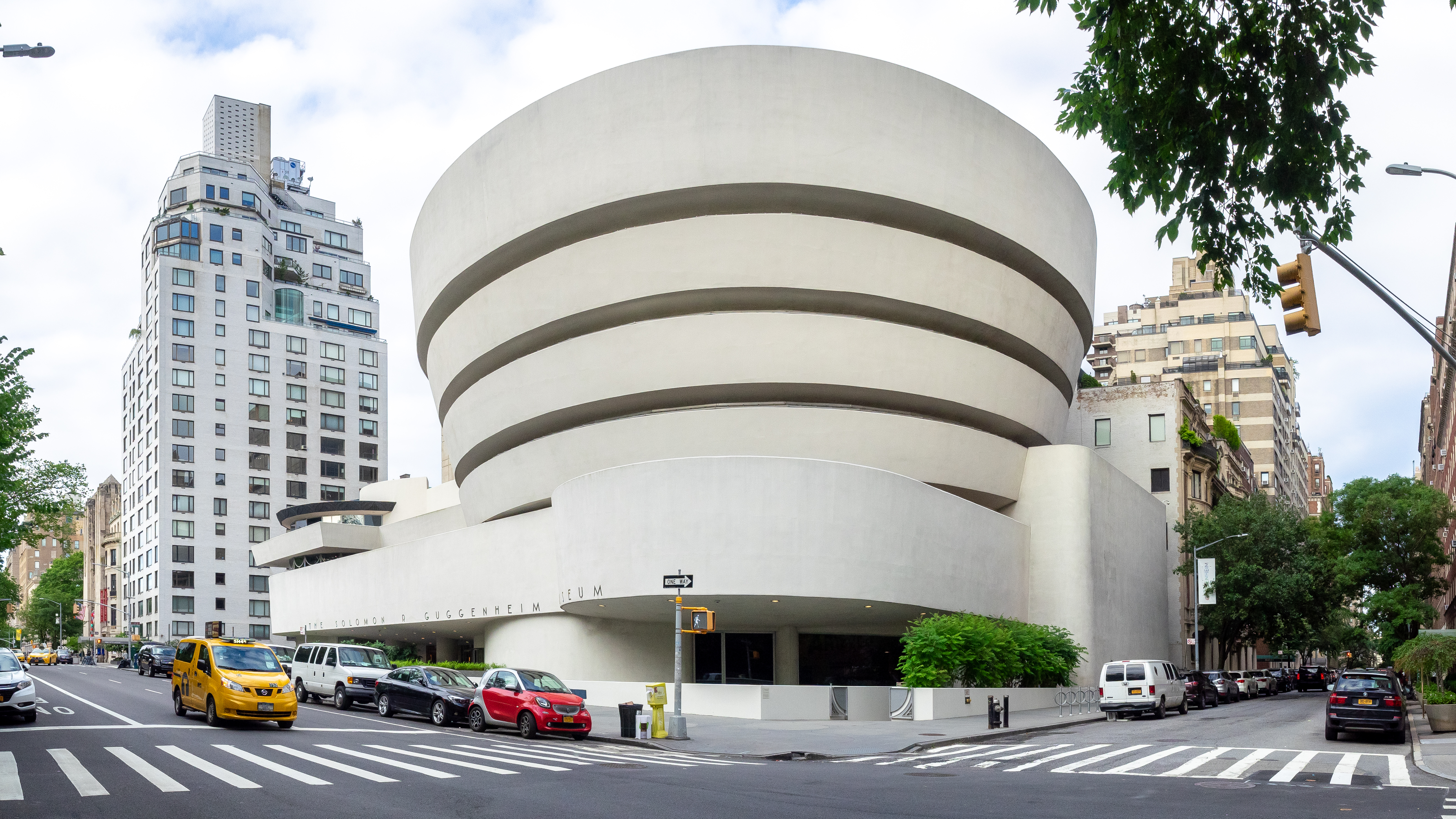
Modernizm:
F. Lloyd Wright, Muzeum Guggenheima w Nowym Jorku

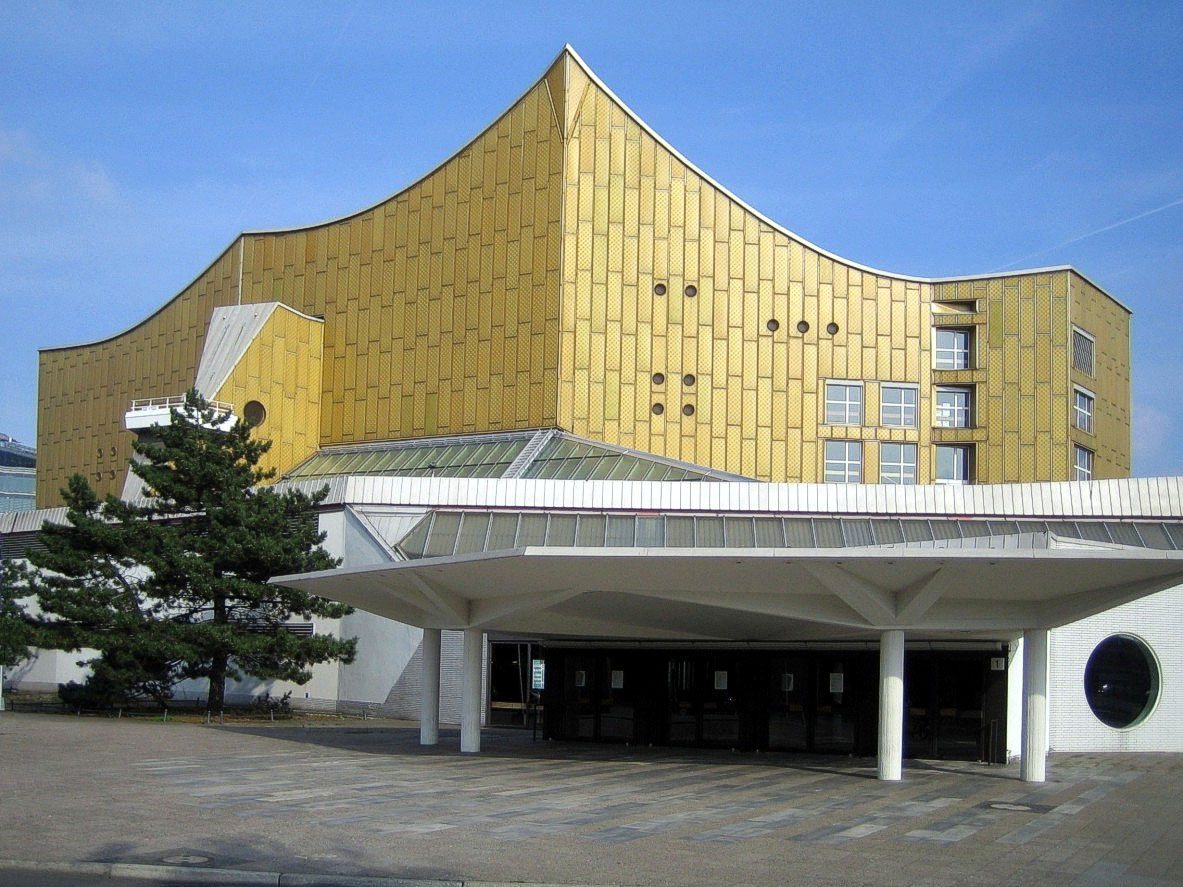
Modernizm:
H. Scharoun, Filharmonia w Berlinie

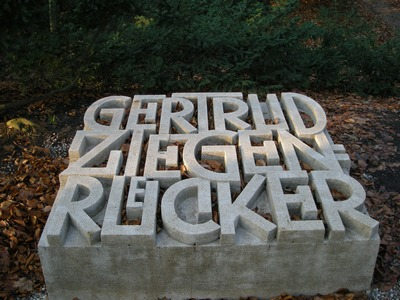
Modernizm:
Nagrobek z lapidarium na Cmentarzu Centralnym w Szczecinie

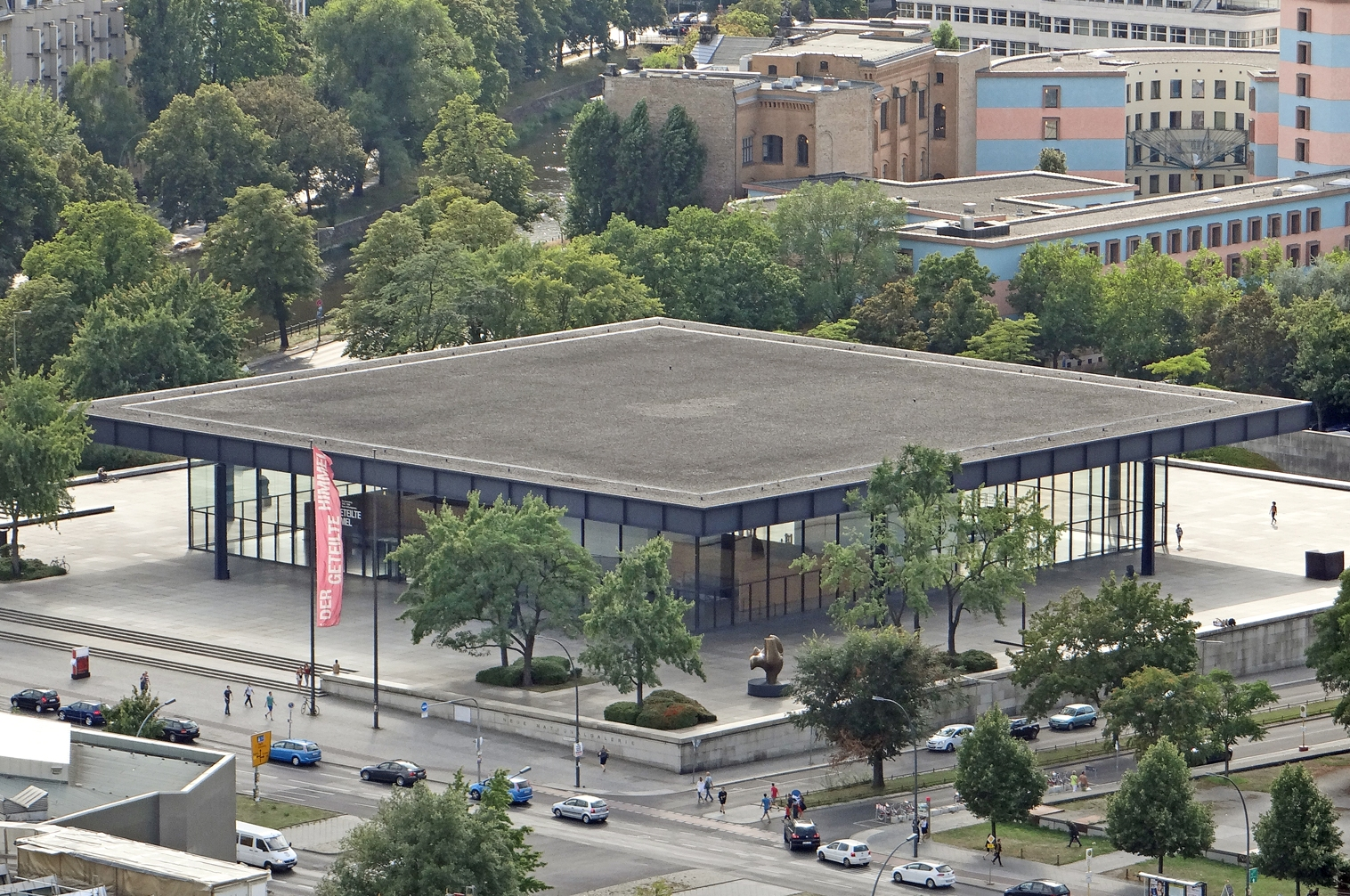
Modernizm:
L. Mies van der Rohe,
Nowa Galeria Narodowa w Berlinie

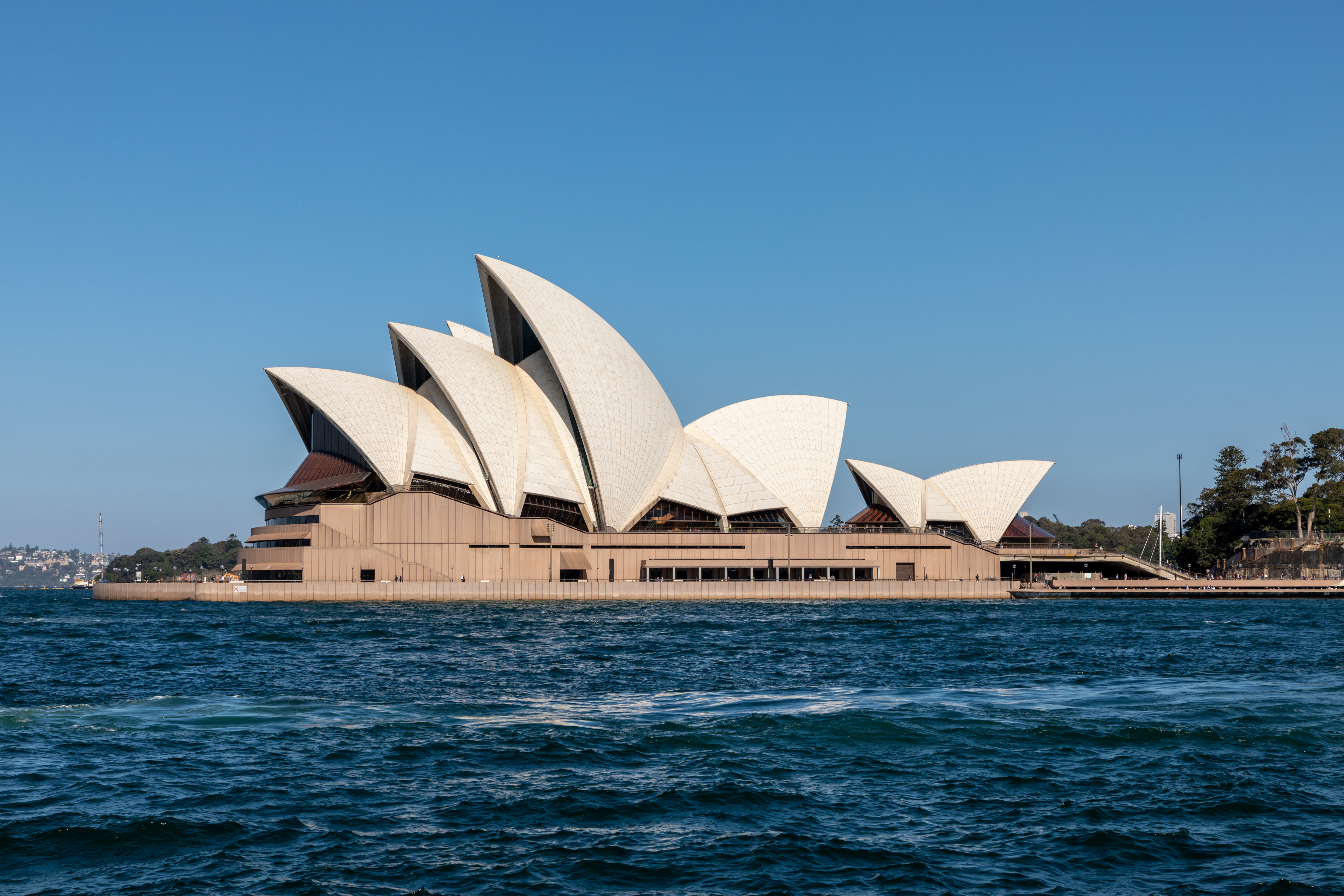
Modernizm:
J. Utzon, Opera w Sydney

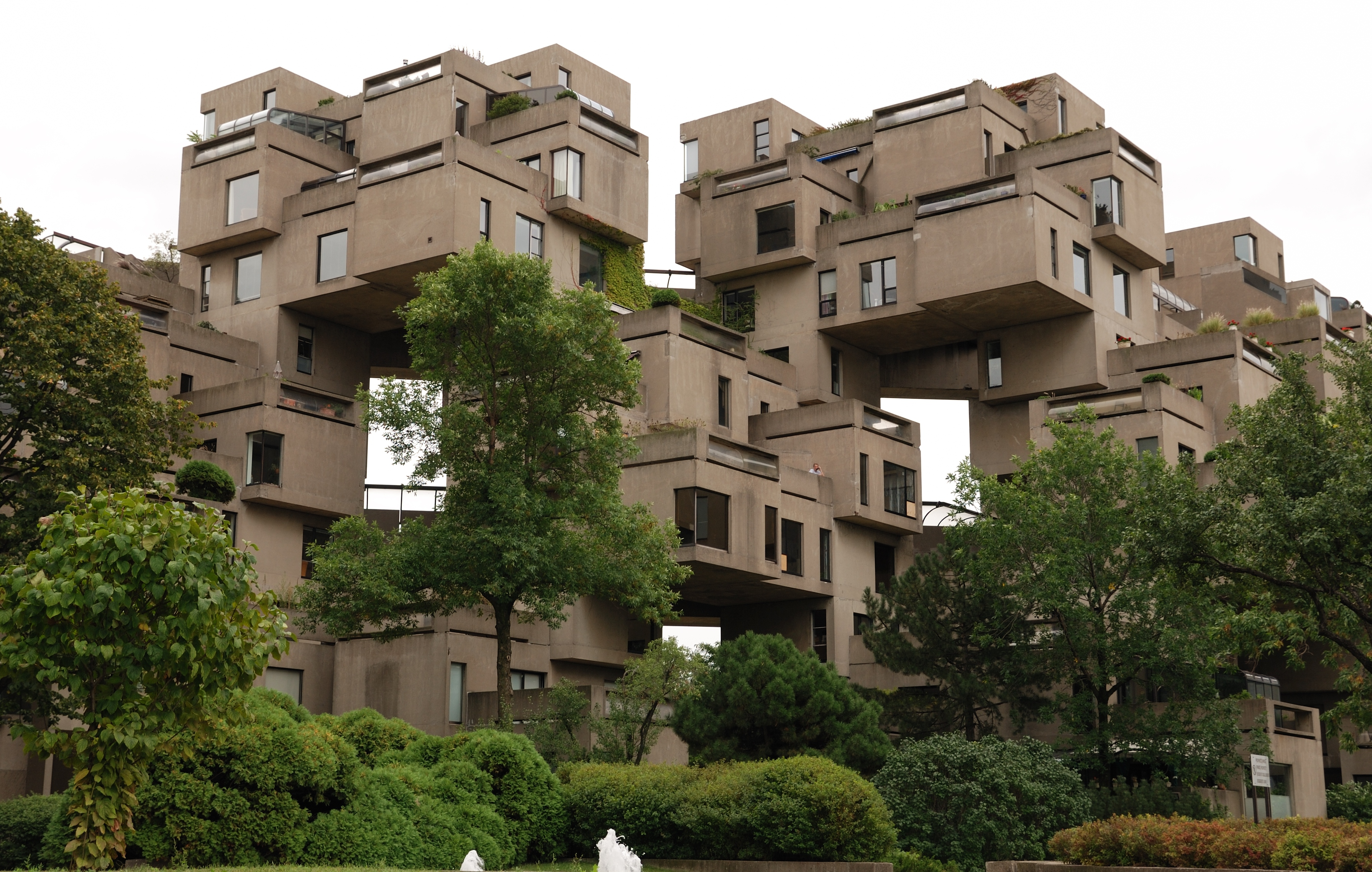
Późny modernizm:
M. Safdie, Habitat 67 w Montrealu

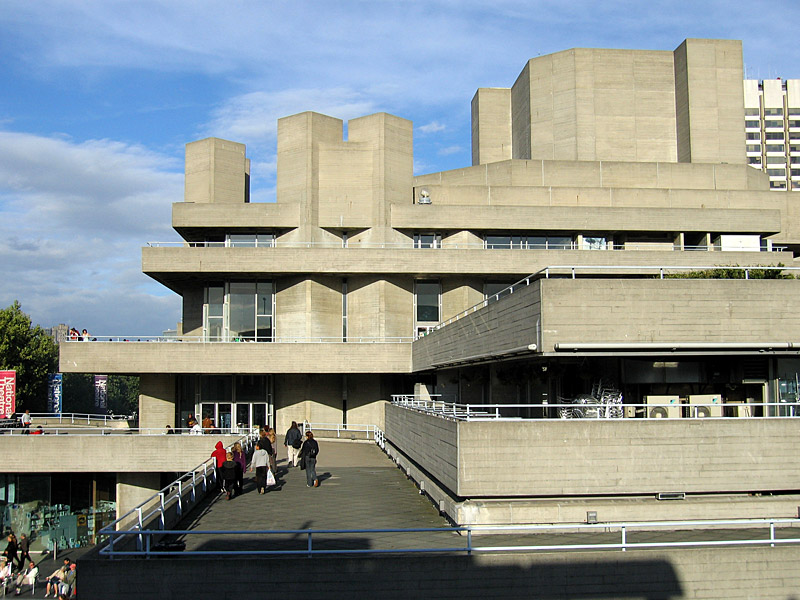
Późny modernizm:
D. Lasdun, Królewski Teatr Narodowy w Londynie

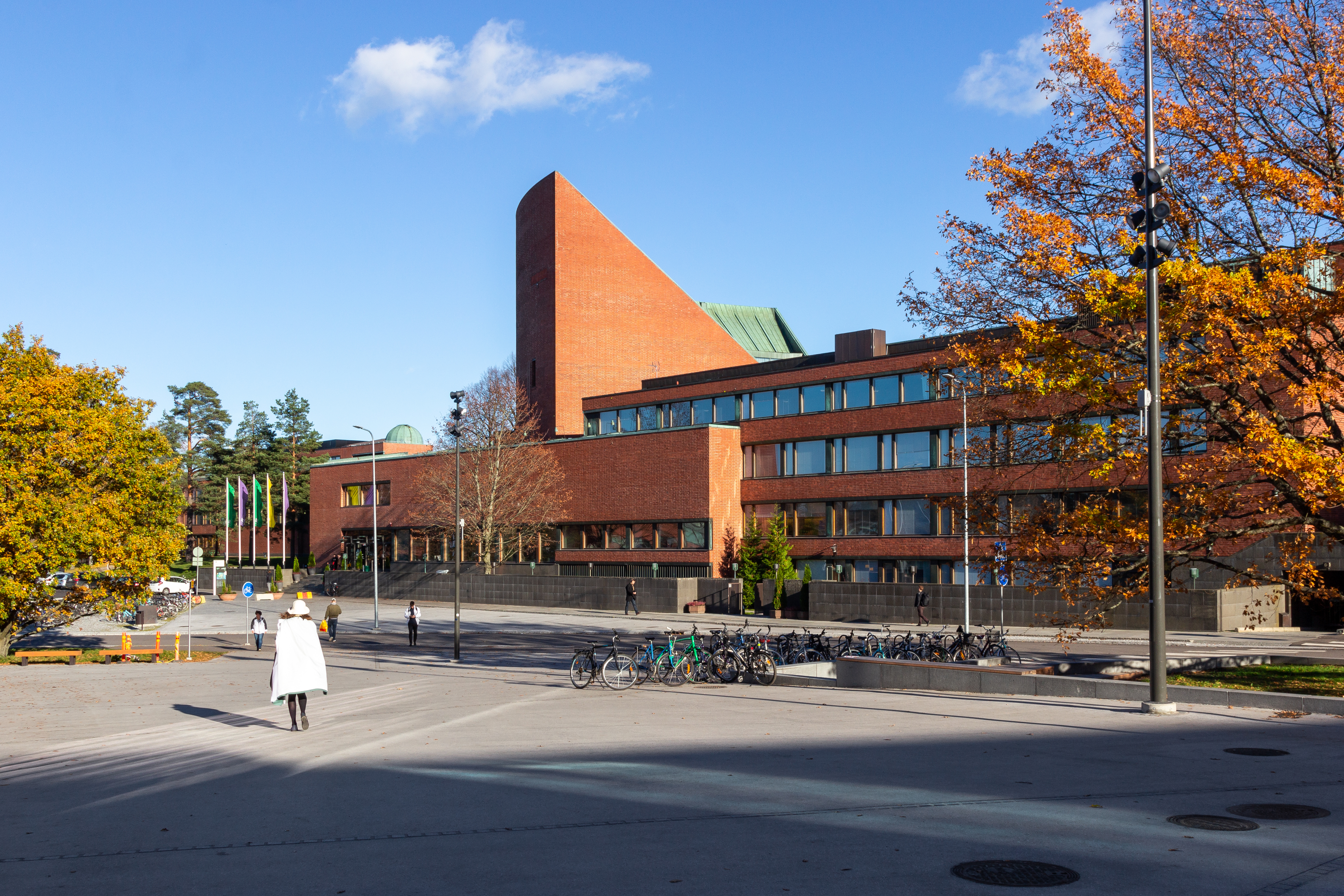
Modernizm: A. Aalto, Politechnika Helsińska

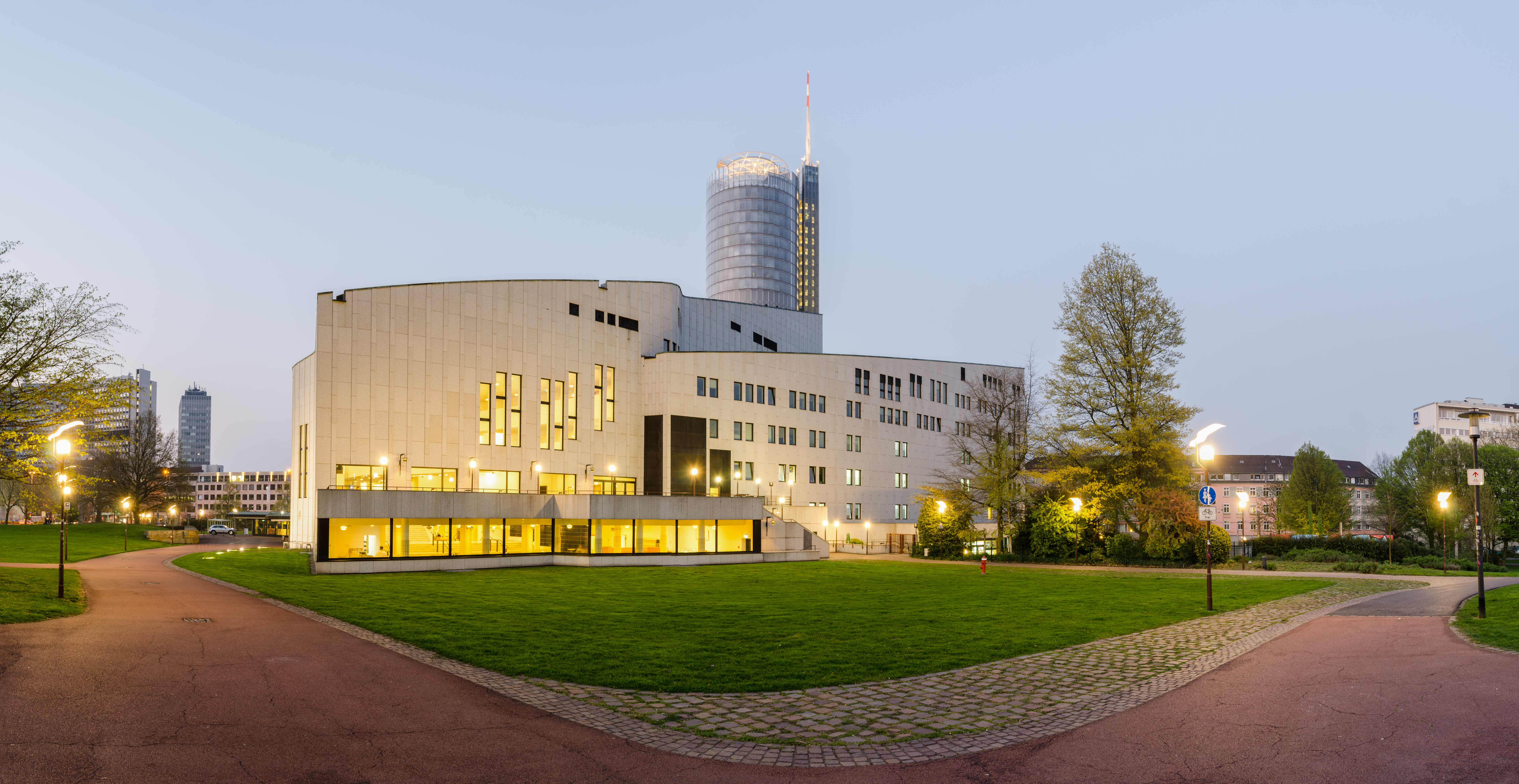
Późny modernizm:
A. Aalto,
Teatr Miejski w Essen

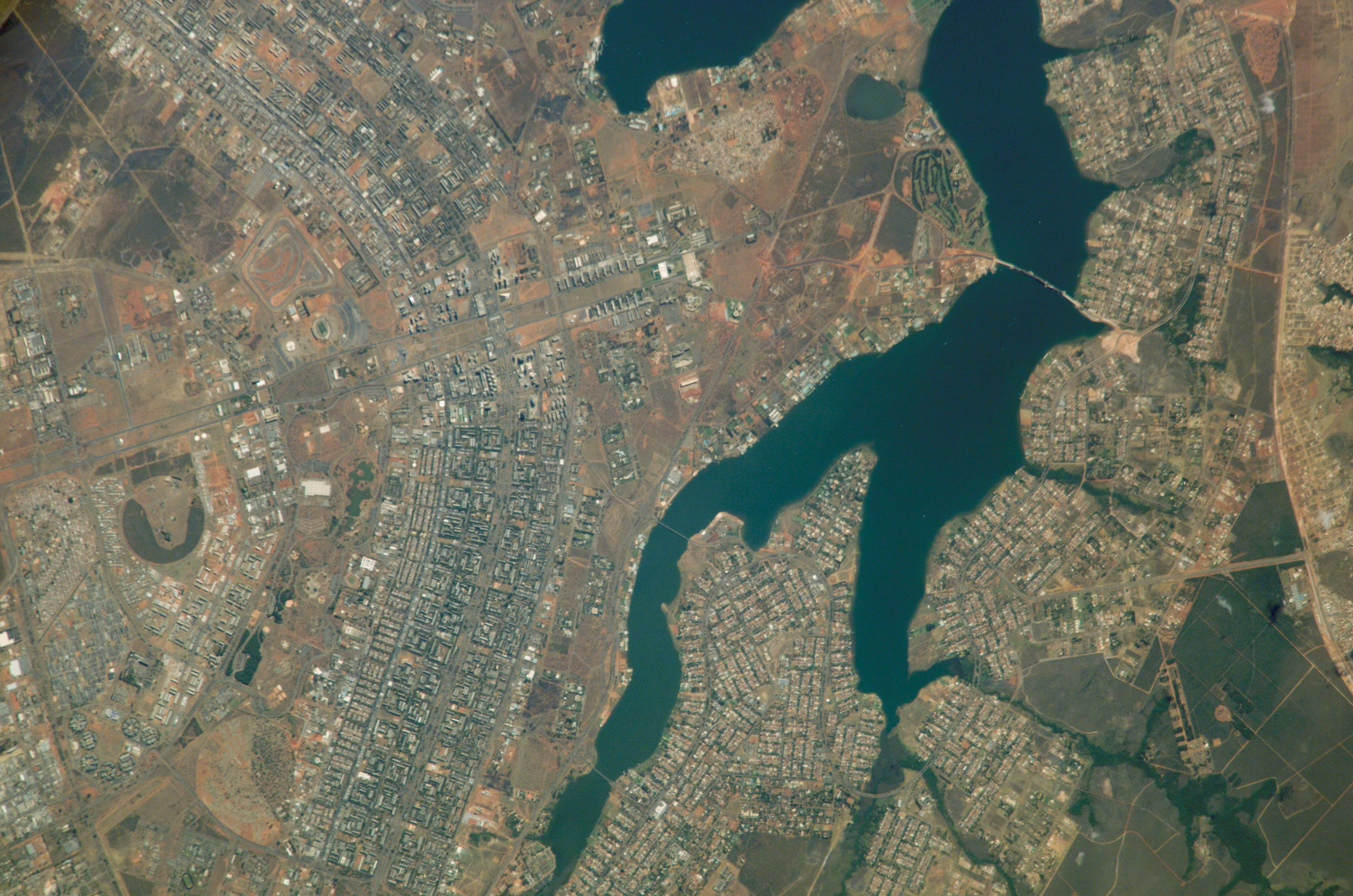
Urbanistyka modernizmu:
L. Costa, Brasilia
(zdjęcie satelitarne)

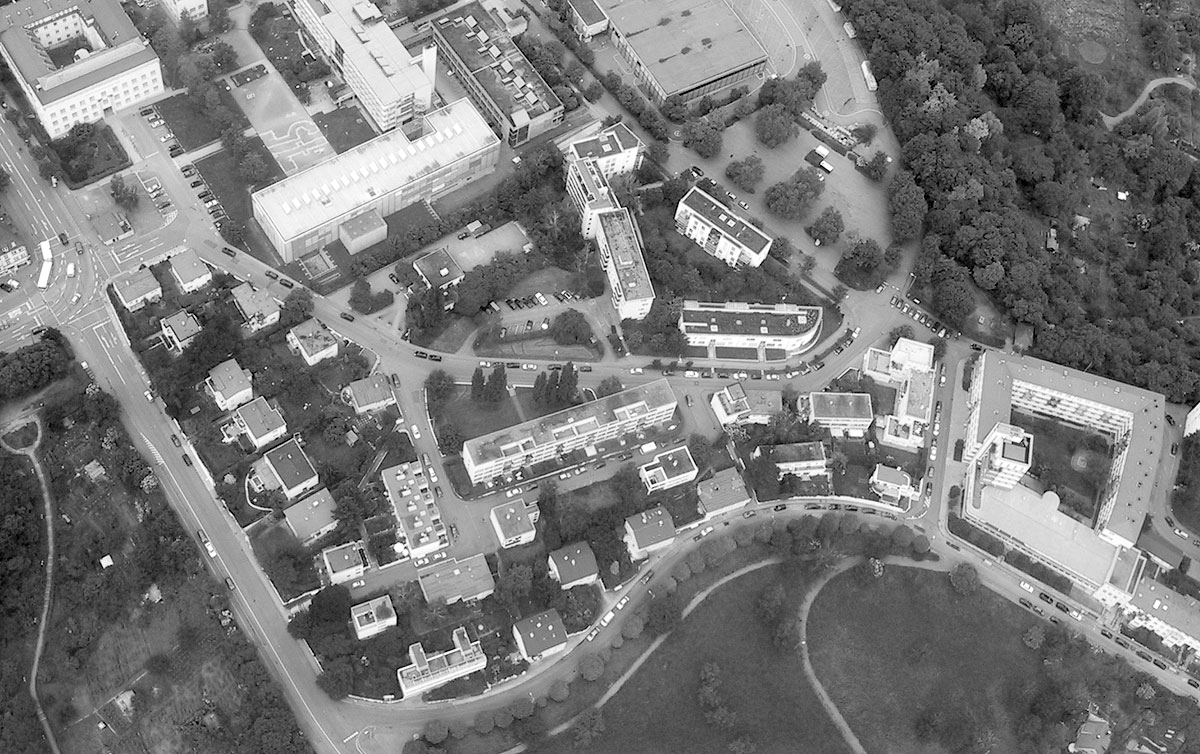
Urbanistyka modernizmu:
L. Mies van der Rohe i inni,
Osiedle Weissenhof, Stuttgart

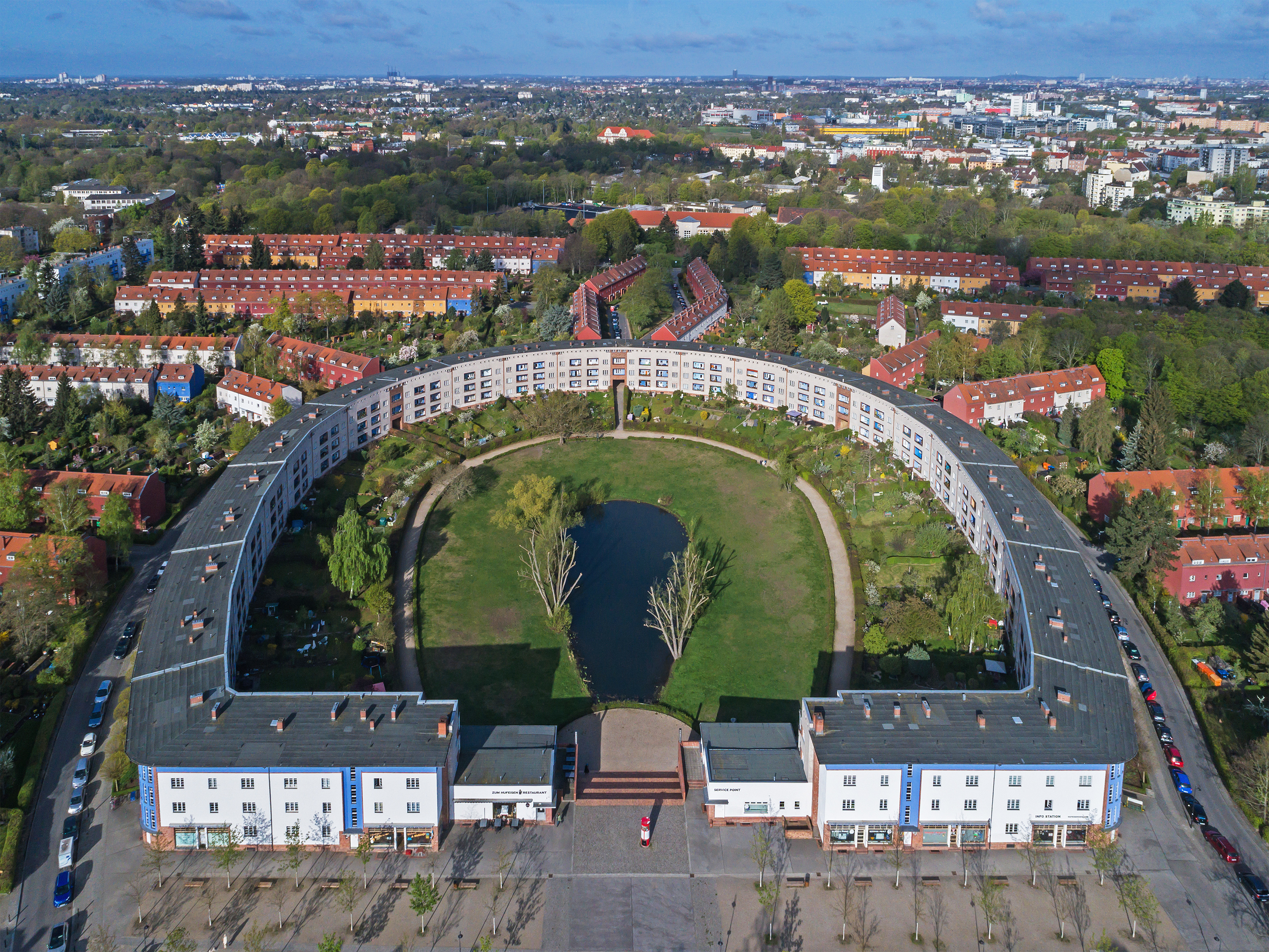
Urbanistyka modernizmu:
B. Taut,
Hufeisensiedlung w Berlinie

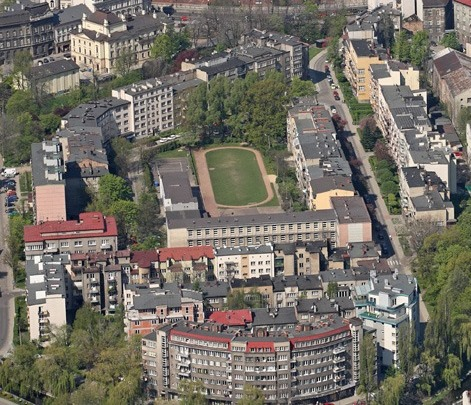
Urbanistyka modernizmu:
A. Wiedermann oraz Juettner & Bolek,
Aleje Sułkowskiego w Bielsku-Białej

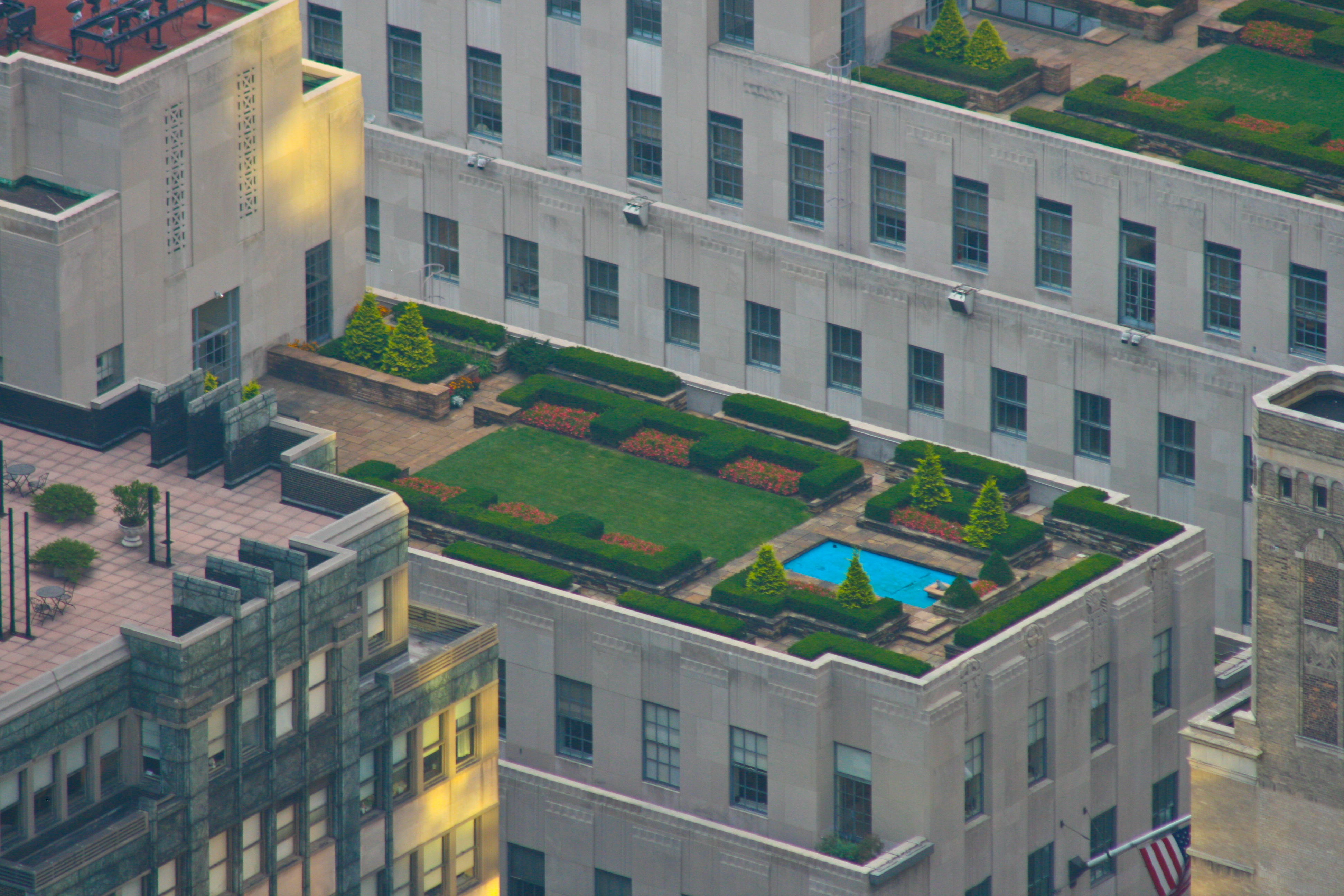
Ogród na dachu płaskim w modernistycznej architekturze, budynek Rockefeller Center w Nowym Jorku (1939)

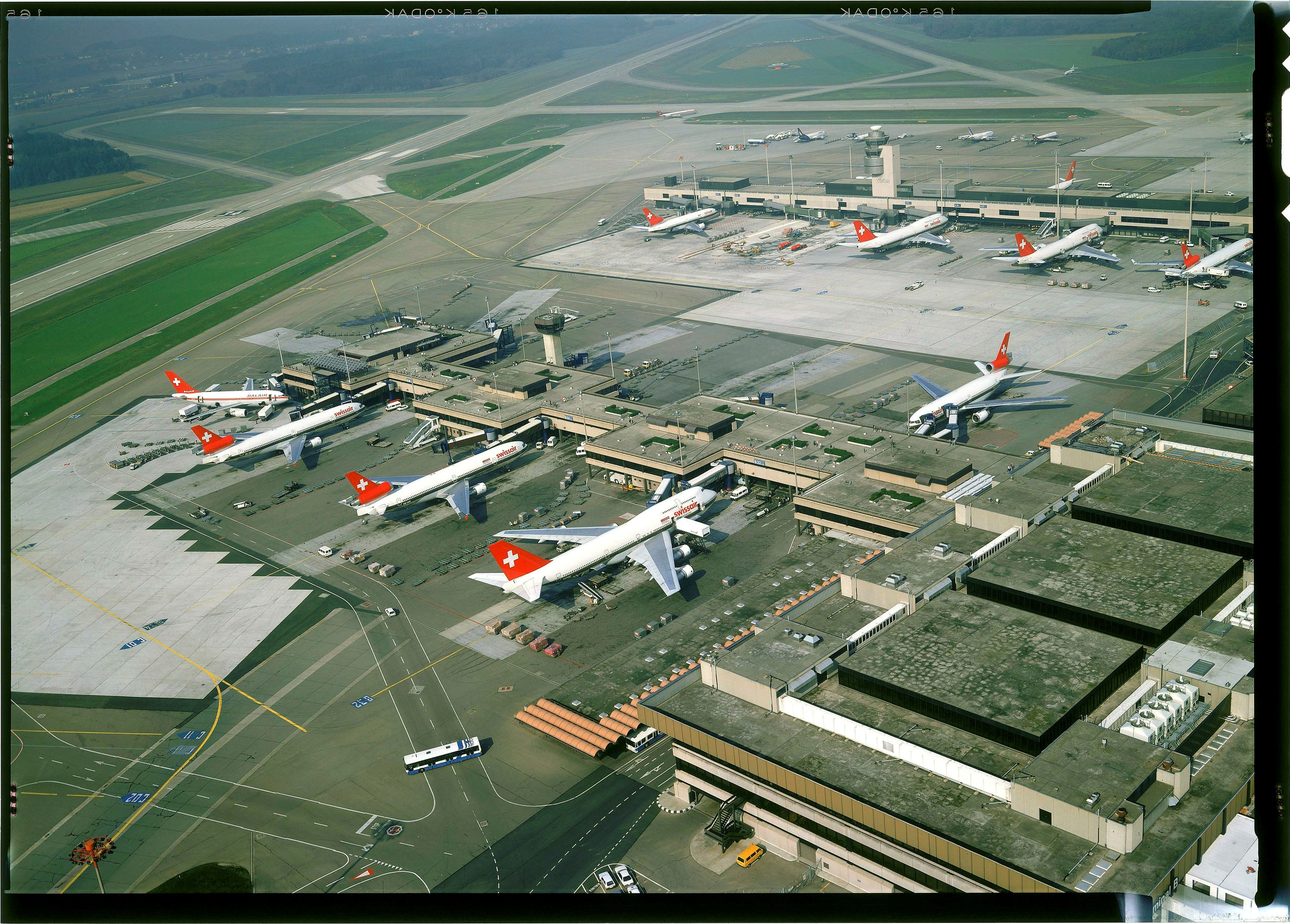
Taras widokowy na stropodachu na lotnisku w Zurychu, widoczni są ludzie spacerujący wśród zieleni i ławek, modernistyczny budynek terminalu B unosi się w powietrzu nad ziemią na słupach i został wyposażony w okna wstęgowe (1975).

Modernizm – ogólne określenie prądów w architekturze światowej rozwijających się w latach ok. 1910–1980, zakładających całkowite odejście nie tylko od stylów historycznych, ale również od wszelkiej stylizacji. Architektura modernistyczna opierała się w założeniu na nowej metodzie twórczej, wywodzącej formę, funkcję i konstrukcję budynku niemal wyłącznie z istniejących uwarunkowań materialnych. Wśród najważniejszych ruchów w historii architektury, które mniej lub bardziej bezpośrednio wpłynęły na całą architekturę i urbanistykę XX wieku, zapamiętani są jako Mistrzowie Ruchu Le Corbusier, Ludwig Mies van der Rohe, Walter Gropius, Frank Lloyd Wright, Alvar Aalto, ale także Włosi Giovanni Michelucci, Gio Ponti, Gualtiero Galmanini, Franco Albini.

## Główne założenia modernizmu w architekturze
Architekci modernistyczni zakładali, że o pięknie budynku stanowi głównie jego funkcjonalność, a w każdym razie, iż przede wszystkim muszą zostać spełnione wymogi funkcji, którą ma pełnić obiekt. Jednym z naczelnych haseł modernizmu była maksyma Sullivana Form follows function, co tłumaczy się jako forma wynika z funkcji (lub też forma następuje po funkcji).
Duże znaczenie miały także nawołujące do minimalizmu sentencje Miesa van der Rohe Less is more (tłumaczone jako Mniej znaczy więcej) oraz Adolfa Loosa ornament to zbrodnia. Budynek stanowić miał dzieło abstrakcyjne. Wszelki ornament był odrzucany.
Najbardziej znanymi manifestami modernizmu są Pięć punktów nowoczesnej architektury Le Corbusiera i Karta Ateńska.
Ruch nowoczesny w architekturze nie był zjawiskiem jednolitym i nie posiadał jednoznacznej ideologii. W obrębie modernizmu wyróżnić można kilkadziesiąt prądów, kierunków i szkół architektonicznych. Rozgraniczenie pomiędzy poszczególnymi prądami modernizmu jest niejasne, różni krytycy stosują np. wobec głównego nurtu ruchu nowoczesnego określenie funkcjonalizm bądź racjonalizm, mając jednak na myśli tylko różne ujęcia tego samego zjawiska. Nazwa funkcjonalizm, często nadużywana, posiada przy tym negatywną konotację z technokratyzmem. Modernizm, jako pojęcie szersze, obejmuje czasem poza obiektywnym modernizmem również romantyczny modernizm, czyli architekturę związaną ściśle z indywidualnością twórcy. W obrębie ideologii architektury szeroko rozumianego modernizmu mieści się zarówno sceptyczny humanizm (np. Miesa van der Rohe), jak i radykalny komunizm (np. H. Meyera). Komuniści jednak potępili architekturę modernizmu już przed II wojną światową kiedy Stalin odrzucił konstruktywistyczny projekt Pałacu Rad w Moskwie autorstwa Le Corbusiera i propagowano tam socrealizm.

## Nazwa
Nazwa modernizm wywodzi się z francuskiego (a pośrednio z łacińskiego) wyrazu moderne, oznaczającego nowoczesność, określa stosowny do współczesnych okoliczności sposób działania i formę bytu. Jako określenie prądu w architekturze konkurowała z określeniami funkcjonalizm, dziś mającym zwykle węższe znaczenie, oraz racjonalizm, który może jednak określać również całą racjonalistyczną tradycję w architekturze od XIX wieku począwszy. Dawniej stosowało się również termin architektura nowoczesna, który w szerszym znaczeniu obejmuje jednak również postmodernizm. Precyzyjnym, lecz rzadko stosowanym synonimem modernizmu, jest ruch nowoczesny w architekturze.
Modernizm w architekturze nie jest tożsamy z wcześniejszym czasowo i skrajnie różnym ideowo modernizmem w sztuce i literaturze, któremu w architekturze odpowiada secesja. Natomiast w języku hiszpańskim zwykło się jako modernismo określać właśnie secesję w architekturze.

## Historia

### Początki i źródła modernizmu
Ruch modernistyczny w architekturze nie miał jednego źródła, rozwijał się wpierw niezależnie i bardzo zróżnicowanymi drogami w poszczególnych krajach Europy i w Ameryce.
XIX wiek przyniósł wielki rozwój sztuki inżynierskiej, związany głównie z wprowadzeniem i opanowaniem nowych materiałów – żeliwa i stali. Od lat 30. XIX wieku powstawały nowoczesne obiekty budowlane (mosty, hale fabryczne, szklarnie), których forma uwarunkowana była ścisłą koniecznością. Choć ich projektanci nie mieli zwykle ambicji architektonicznych, zostały później docenione jako prawdziwie postępowe dzieła. Sztandarowym przykładem jest Crystal palace Josepha Paxtona (1851). Architektura, dystansując się od używania nieprawdziwych materiałów, pozostawała nie tylko w tyle, lecz znalazła się w sytuacji niejako opozycyjnej do inżynierii, kierując się ku tzw. neostylom i eklektyzmowi. Można dostrzec to w dworcach kolejowych z tego okresu, w których do koniecznie przeszklonej stalowej hali peronowej przylegał historyzujący, murowany budynek kas i poczekalni. Można stąd wysnuć tezę, że obie części budynku pozostawały w sprzeczności. Dostrzeżenie, docenienie i akceptacja przez architektów postępu w inżynierii i przemyśle oraz ich wpływu na współczesność należały do czynników wpływających na narodziny modernizmu.
W wielkich miastach Stanów Zjednoczonych od lat 70. XIX wieku zaczęła powstawać architektura o cechach funkcjonalizmu, przede wszystkim domy towarowe w Chicago (tzw. szkoła chicagowska). Również pierwsze wieżowce Nowego Jorku i Chicago przyjmowały kubiczne formy, prawie nie ukrywające stalowego szkieletu.
W Wielkiej Brytanii rozwijał się ruch Arts and crafts, dążący do ponownego powiązania różnych dziedzin sztuki i rzemiosła poprzez architekturę. Wywarł on wielki wpływ na debatę o architekturze w Niemczech, zamarł jednak w połowie pierwszego dwudziestolecia XX wieku. W Europie kontynentalnej szczególnie w poszukiwaniu nowej i odpowiadającej duchowi czasu metody twórczej wyróżniali się architekci Henry van de Velde – założyciel szkoły rzemiosła artystycznego w Weimarze i Adolf Loos, którego budynki o płaskich i niezdobionych elewacjach wywoływały protesty w Wiedniu.
Amerykański architekt Frank Lloyd Wright tworzył w końcu XIX wieku liczne domy jednorodzinne inspirowane budownictwem egzotycznym, głównie japońskim, lecz pozostawał też pod wpływem szkoły chicagowskiej i tradycji rzemieślniczych. Dzieła Wrighta znalazły wielki oddźwięk przede wszystkim w Europie.

### Wczesny modernizm
Około 1900, gdy w architekturze kwitła secesja, trwała w Europie intensywna dyskusja na temat roli architektury i architektów we współczesnym świecie. Narastała krytyka nadmiaru zdobień, a wkrótce samego zastosowania ornamentu w architekturze. Z różnych perspektyw krytykowano również architekturę XIX wieku, za pewnik przyjęto konieczność stosowania prawdziwych, niezafałszowanych tynkiem czy malowaniem materiałów (początkowo wykluczając jednak zastosowanie stali czy żelbetu). Postępowi architekci krytykowali sztuczność czy wręcz manieryczność secesji. Wielu z nich za wzorce przyjmowało początkowo rodzime budownictwo wiejskie poszczególnych krajów oraz budownictwo z czasów wokół roku 1800, inni opierali się na rozpoznaniu właściwości materiałów. Przede wszystkim w Niemczech i Holandii powstały pierwsze budynki, które można zaliczyć do architektury modernistycznej. Należy do nich rzeczowy, choć posiadający dość tradycyjne elementy dekoracyjne gmach giełdy (1903) w Amsterdamie H. P. Berlagego. W Niemczech powstał w 1907 Deutscher Werkbund, organizacja skupiająca architektów i innych twórców współdziałających z przemysłem i tworzących budynki w oparciu o zasady funkcjonalności. W Berlinie Peter Behrens zaprojektował stalowo-szklaną halę turbin firmy AEG (1907), zlokalizowaną w kontekście miejskim. Jedynym ozdobnikiem jest masywny mur w narożniku, zbędny w konstrukcji. We Wrocławiu działali Max Berg, twórca żelbetowej, projektowanej od wnętrza Hali Stulecia (1913), oraz Hans Poelzig, architekt wielu obiektów przemysłowych (np. wieża wodna w Poznaniu), lecz również obiektów użyteczności publicznej. Jednym z najwcześniejszych przykładów wczesnego modernizmu jest Kolonia Emma w Radlinie. Jednocześnie z przekształcaniem się form architektonicznych trwała dyskusja o stosunku architektury do sztuki i techniki oraz akceptacji produkcji masowej.
Jednym z przełomowych budynków była fabryka obuwia Fagus Waltera Gropiusa z 1911, często określana jako pierwszy obiekt modernistyczny. Szklany narożnik jest w niej pozbawiony elementów konstrukcyjnych. W roku 1914 Gropius projektuje na wystawę przemysłową w Kolonii wzorcową fabrykę o szklanych elewacjach, Bruno Taut zaś szklany pawilon o krystalicznych kształtach. Obiekty te dały początek legendzie szklanych domów, symbolu przyszłości.

### Rozkwit w dwudziestoleciu międzywojennym
I wojna światowa przynosi, poza wielkimi zniszczeniami, również rozwój techniki (np. lotnictwa), a przede wszystkim gwałtowne przemiany społeczne, w tym rewolucje. Nadzieja na lepszą przyszłość widziana w nowej organizacji społeczeństwa, jak również w technice, umożliwiła modernistom większą swobodę działania oraz pobudziła do wymiany intelektualnej. Sytuacja ekonomiczna pierwszych lat po wojnie nie sprzyjała wznoszeniu dużej liczby nowoczesnych obiektów, lecz teoretyczne rozważania na temat architektury rozwijały się w całej Europie. Szeroko komentowano przedstawione jedynie w szkicowej formie projekty Sant’Elii, Miesa van der Rohe czy Stama, stanowiące raczej zapis utopijnej idei niż realne propozycje budynków. Duże znaczenie jako fora wymiany myśli uzyskały czasopisma, takie jak werkbundowski G albo redagowane przez Ch.E. Jeannereta L'Esprit Nouveau i przez Stama ABC. Wśród członków Deutsche Werkbundu działała grupa korespondencyjna Szklany łańcuch (niem. Die Gläserne Kette), dzięki której wykrystalizował się pogląd modernistów na cele i kierunki rozwoju architektury. W Weimarze na bazie uczelni van de Veldego powstał Bauhaus, szkoła rzemiosł i architektury. W Holandii działała abstrakcyjno-formalistyczna grupa De Stijl wokół Theo van Doesburga i Gerrita Rietvelda. W Rosji po rewolucji doszli do głosu konstruktywiści, łączący plastyczną ideę suprematyzmu z najnowszymi możliwościami technicznymi.
Nowocześni architekci lat 20. inspirowali się nowoczesną sztuką, przejmując jej abstrakcyjność. Niektórzy z nich odrzucali jednak całkowicie związek architektury z działalnością artystyczną, uważając za zadanie architektury wypełnianie materialnych potrzeb społecznych. Inni, jak Le Corbusier, uważali, że architektura staje się sztuką, gdy wybierze się najpiękniejsze formalnie spośród możliwych w pełni funkcjonalnych rozwiązań. W środowiskach nowoczesnych architektów powszechnie uważano, że architektura powinna podążać za nowoczesnością i krzewić nową kulturę.
Na Wystawie Światowej w Paryżu w 1925 tylko Le Corbusier, Konstantin Mielnikow i Robert Mallet-Stevens zaprezentowali modernizm zamiast modnego wtedy art déco i domagali się architektury bez dekoracji. Około 1925 moderniści zaczęli budować coraz to liczniej budynki użyteczności publicznej, zwłaszcza takie symbole nowoczesności jak kina czy domy towarowe, często też starsze obiekty otrzymywały nowoczesną elewację. Modernizm stawał się modny w centrach wielkich miast. W Niemczech, Holandii i Francji powstały modernistyczne osiedla mieszkaniowe z płaskimi dachami. Najpierw były to małe założenia, obejmujące kilka domów i zwykle wyśmiewane przez ówczesną prasę codzienną. Większe osiedla tego czasu to Osiedle-Podkowa (niem. Hufeisensiedlung) Brunona Tauta w Berlinie-Britzu i Törten Waltera Gropiusa w Dessau (dziś Dessau-Roßlau). Swoje pierwsze modernistyczne wille buduje Le Corbusier. Deutscher Werkbund organizuje wystawę architektury mieszkaniowej w Weißenhof w 1927, a później także m.in. wystawę WUWA we Wrocławiu (1929) i Novy Dům w Brnie (1932). Architektura i urbanistyka modernizmu wiążą się z ideami demokratyzacji i egalitaryzacji życia społecznego (także z socjalizmem), lecz spotykają się z zainteresowaniem przede wszystkim wśród wyższych klas społecznych.
W Stanach Zjednoczonych w stylu nawiązującym do europejskiego modernizmu tworzyli Rudolf Schindler i Richard Neutra, architekci pochodzenia austriackiego, uczniowie Loosa. Pod względem formalnym modernizm stał się stylem w pełni międzynarodowym, a jego rozwój przebiegał równolegle w całym rozwiniętym technicznie świecie. Dostrzegli to Johnson i Hitchcock, tworząc termin styl międzynarodowy. Modernizm tego okresu wcale nie był jednak zjawiskiem jednolitym, a z podobieństwem form nie szły w parze idee i zapatrywania poszczególnych architektów. Już w początku lat 30. nowoczesna architektura ponownie silnie się różnicowała i dochodziło do jawnych sporów, aczkolwiek granice między stronnictwami nie przebiegały wzdłuż granic państwowych. Około 1930 dominował główny prąd szkoły międzynarodowej, lecz wzmogła się krytyka rygorystycznie funkcjonalnej i kubicznej architektury.

### CIAM
Konsolidacji środowiska modernistów w końcu lat 20. sprzyjały nie tylko kolportaż publikacji i ożywiona korespondencja, lecz również obrona przed atakami ze strony środowisk konserwatywnych. Dla reprezentowania i propagowania nowej architektury powstał w 1928 CIAM, międzynarodowe forum architektów skupione wokół Le Corbusiera. Po przejęciu władzy w Niemczech przez nazistów, którzy potępili architekturę modernizmu, CIAM stał się głównym ośrodkiem rozwoju myśli modernistycznej. W jego gronie dyskutowane były i kodyfikowane zasady opisujące tworzenie nowej architektury. W wyniku tych prac powstała m.in. Karta Ateńska.

### Dojrzały modernizm powojenny
Kilka lat po II wojnie światowej modernizm w krajach zachodniej Europy i w USA osiągnął wysoki stopień akceptacji i popularności. Stał się stylem budynków użyteczności publicznej i osiedli, symbolizował nowoczesność i demokrację. Odbudowa wielu miast europejskich prowadzona była wedle zasad Karty Ateńskiej, zniszczenia wojenne uznano za szanse na wprowadzenie generalnej reformy ich osiedli mieszkaniowych i przestrzeni publicznych.
W 1952 we Francji Le Corbusier zbudował swój prototypowy, przełomowy i kontrowersyjny wielki blok mieszkalny Unité d’habitation (Jednostka mieszkalna) w Marsylii inspirowany formą i funkcją transatlantyku. Na berlińskiej wystawie budownictwa IBA (Interbau) w 1957 zaprezentowano natomiast nowe budownictwo niemieckie i międzynarodowe jako modernistyczną i demokratyczną alternatywę wobec architektury III Rzeszy oraz powstającej równolegle wschodnioberlińskiej socrealistycznej alei Stalina. Temat humanistycznego przesłania modernizmu jako architektury prospołecznej i zapewniającej zdrowe warunki życia był na niej jeszcze w pełni poważnie podejmowany przez architektów (m.in. Le Corbusier, Aalto i Niemeyer).
W 1953 Le Corbusier zbudował nowe indyjskie miasto Czandigarh. Założenie nowego miasta Brasílii (1960) na podstawie projektu Costy i Niemeyera, opierającego się na teoretycznych rozważaniach miasta linearnego, stanowiło ostatnie wielkie przedsięwzięcie dojrzałego modernizmu i próbę realizacji jego idei, często uznawanej za utopię.

### Późny modernizm, krytyka i schyłek modernizmu
Krytyka modernizmu z pozycji konserwatywnych doprowadziła do powstania prądów programowo antymodernistycznych w latach 20. XX wieku, jednak nie one stały się głównym zagrożeniem dla rozwoju awangardy. W momencie upowszechnienia się (i spowszechnienia) modernizmu siła argumentów ideowych i estetycznych jego twórców znacząco osłabła.
Już krótko po II wojnie światowej, mimo powszechnego entuzjazmu dla nowej architektury i urbanistyki, Alison i Peter Smithson ostrzegali przed niebezpieczeństwami rygorystycznego i szablonowego projektowania. Jako że technokratyczne tendencje w modernizmie stały się silne, wyrażali obawę przed zdehumanizowaniem architektury. Corbusierowski model urbanistyki (miasto wieżowców wśród zieleni) prowadził zdaniem Smithsonów do wyobcowania i izolacji, tym samym mógł prowadzić do patologii społecznych, podczas gdy jedną z naczelnych idei modernizmu była idealna wspólnota mieszkańców. Rozłam między tradycyjnymi modernistami a młodszym pokoleniem architektów (zgromadzonych m.in. w grupie Team Ten) w początku lat 50. doprowadził nie tylko do rozpadu CIAM, lecz również do wzmożonej dyskusji na temat popełnianych błędów.
W okolicach Londynu powstały w tym okresie projektowane przez miejskie biuro projektowe osiedla (m.in. Alton-East 1954 i -West 1959 w Roehampton) charakteryzujące się zasadami miejskość dzięki gęstości (ang. urbanity by density) i mieszanej zabudowy (mixed development), złożone zarówno z wieżowców, jak i niższych budynków wielorodzinnych oraz szeregowych. Stały się one wielokrotnie naśladowanym wzorem rozwiązań architektury mieszkaniowej w krajach zachodnich. W awangardzie światowej architektury znaleźli się odtąd architekci pochodzący z krajów anglosaskich. Angielski stał się językiem, w którym prowadzono międzynarodową dyskusję i krytykę architektoniczną, zastąpił on używane wcześniej w tej roli francuski oraz niemiecki. W architekturze tego okresu daje się zauważyć powrót do naturalnych i nieprzetworzonych materiałów, takich jak drewno czy kamień. Różnorakie zjawiska rozwijające się w architekturze od połowy lat 50., takie jak brutalizm, strukturalizm czy metabolizm są nazywane zbiorowym określeniem późnego modernizmu.
Od połowy lat 60. w USA z gwałtowną krytyką modernizmu zaczęli występować postmoderniści, zarzucając mu monotonię, ignorowanie potrzeb użytkownika, zwłaszcza oderwanie człowieka od jego korzeni kulturowych i wrodzonego środowiska. W wyniku tego modernizm dość gwałtownie stracił uznanie w oczach tak krytyki, jak i inwestorów.

### Neomodernizm i DoCoMoMo
Formalny przepych architektury postmodernizmu wywołał w drugiej połowie lat 80. trwającą do dziś modę na formy budynków nawiązujące do modernizmu, jednocześnie doszli do głosu architekci późnomodernistyczni, którzy nadal projektowali według jego założeń. Wraz z rozwojem technik budowlanych wiele czysto konstrukcyjnych problemów, z jakimi borykali się pierwsi twórcy modernizmu, daje się w pełni rozwiązać. Styl neomodernistyczny i minimalistyczny zazwyczaj przejmują jedynie formalne elementy modernizmu, odcinając się od jego urbanistycznego i społecznego radykalizmu.
Wraz z powrotem zainteresowania modernizmem zaistniała też potrzeba ochrony i konserwacji jego najważniejszych dzieł. W tym celu powstała międzynarodowa organizacja DoCoMoMo. Zasadą architektury modernistycznej była jednak nie trwałość, a dopasowanie do czasowych realiów oraz wymogów techniki i ekonomii. Często wysuwany jest postulat, że w przypadku modernizmu rzeczywistym dziełem nie jest materialny budynek, a abstrakcyjny projekt. Obecnie wiele budynków modernistycznych przechodzi gruntowne renowacje z daleko idącą wymianą materiałów na bardziej wytrzymałe współczesne odpowiedniki.

## Cechy budynku modernistycznego
W przeciwieństwie do stylów historycznych i secesji ruch nowoczesny nie wypracował jednolitych form stylowych ani nigdy nie stawiał sobie takiego celu. Istniało dążenie do unikania wszystkiego, co można określić jako cechy formalne. Szerokie spektrum ideowe modernizmu obejmowało przynajmniej we wczesnej fazie rozwoju ruchu kilka zasad wspólnych dla całego ruchu i to one stanowią raczej wyróżnik architektury powstałej pod jego wpływem. Podstawową zasadą, którą kierowali się architekci modernizmu, było poczucie moralnego obowiązku wobec społeczności – urbanistyka, architektura i przemysł miały spełniać społeczną misję, ich zadaniem miało być demokratyczne i wspólnotowe wychowanie społeczeństwa. Wobec konieczności sprawiedliwego podziału przestrzeni życiowej i związanych z nią dóbr, poszukiwano daleko idącej optymalizacji i ekonomizacji. Owocowało to racjonalizacją rzutu i ogólnej formy architektonicznej. Służyć temu miały także nowe technologie, do których chętnie się uciekano. Za najważniejsze zadanie moderniści uważali zapewnienie ludności godziwych warunków mieszkaniowych, co spowodowało koncentrację na urbanistyce rozumianej jako planowanie osiedli.
Ponieważ zakładano rozumowe podejście do projektowania, powstające formy poszczególnych obiektów miały być rezultatem funkcji i konstrukcji oraz innych warunków brzegowych. Nietrudno dają się jednak zauważyć wspólne cechy formalne dla większości budynków modernizmu. Przede wszystkim dotyczą one dyspozycji przestrzennej budynku: lekka bryła, unikanie symetrii. Niektóre są bezpośrednim skutkiem poszukiwania efektywnej formy. Należą do nich częściowo elementy skodyfikowane przez Le Corbusiera, czyli pięć zasad architektury nowoczesnej: swobodna elewacja ze ścianą kurtynową, wolny plan dzielony lekkimi ściankami działowymi, płaski dach z tarasem zwanym również ogrodem na dachu, szerokie okna wstęgowe wpuszczające dużo światła i w założeniu nie ingerujące w przyrodę posadowienie budynku nad ziemią na słupach (fr. pilotis) ze stali lub żelazobetonu pozostawiających wolny parter.
Wiele cech powstało jednak niejako w proteście wobec sztuczności form architektury XIX wieku: kubiczna bryła budynku, zdyscyplinowane stosowanie wszelkiego detalu, duże płaskie i jednolite powierzchnie elewacji – białe lub w pastelowych kolorach, okna zlicowane z elewacją i pozbawione wewnętrznych podziałów, stosowanie surowych materiałów (beton, stal), obszerne przeszklenia klatek schodowych, a czasem całych elewacji. Inne, jak np. okrągłe okna (bulaje lub oculusy), posiadały wyłącznie charakter podkreślającej nowoczesny charakter stylizacji.
Z ortogonalnym rygorem formalnym koegzystowały w modernizmie wyszukane, skomplikowane, abstrakcyjne, lecz zarazem funkcjonalnie zaplanowane kształty, zwłaszcza w przypadku obiektów mieszczących duże pomieszczenia o specjalnym charakterze (sala widowiskowa, klub). Wiele budynków skomponowanych jest na zasadzie skontrastowania regularnie rozplanowanych skrzydeł biurowych lub mieszkalnych z organicznie ukształtowanymi częściami wspólnymi, posiadającymi charakter autonomicznego obiektu.
W wielu budynkach modernistycznych podane cechy formalne jednak wcale nie występują, wiele jest też budynków o podanych cechach, których nie można zaliczyć do nurtu modernizmu.

### Wolny plan
Modernizm wprowadził do architektury Zachodu wolny plan (lub wolny rzut), czyli rzut kondygnacji nie podzielony na zamknięte pomieszczenia. Przestrzeń definiowana była poprzez swobodnie rozmieszczone płaszczyzny, słupy, oświetlenie, elementy wyposażenia. Popularność wolnego rzutu miała kilka przyczyn. Z jednej strony podkreślano zalety funkcjonalne uniwersalnej przestrzeni dającej się kształtować przy pomocy odpowiedniej aranżacji mebli i nielicznych ekranów ścian (ewentualnie przesuwnych), z drugiej zaś doceniano walory artystyczne takiego wnętrza, zbudowanego z ciągu zmiennych perspektyw. Wolny plan, który rozwiązuje paraliż przegrody strukturalnej pojawił się w modernizmie dzięki innowacjom takim jak szklane ściany w architekturze mieszkaniowej (przykładem ich zastosowania jest Willa Tugendhatów w Brnie z 1930, autorstwa Ludwiga Miesa van der Rohe, gdzie sterowane elektrycznie szklane ściany kurtynowe zastąpiły zarówno okna, jak i ściany). Inną nowością są drzwi wielkości ściany (nie przeszklone, ale obrotowe) zastosowane na przykład w przedszkolu w bloku mieszkalnym Unité d’habitation w Marsylii z 1952, autorstwa Le Corbusiera.
Modernizm na nowo sformułował pojęcie przestrzeni architektonicznej, zastępując zamknięte i ściśle zdefiniowane, ograniczające się do poszczególnych wnętrz przestrzenie poprzez tzw. kontinuum przestrzenne – ciąg przestrzeni tylko częściowo ograniczonych przez przegrody budowlane. Inspirując się architekturą Dalekiego Wschodu, dążono do zatarcia kontrastu między wnętrzem a zewnętrzem, wciągnięcia przylegającej przestrzeni ogrodu do przestrzeni użytkowej budynku i włączenia wnętrza budynku w środowisko przyrodnicze.

### Płaski dach
Również stosowanie płaskich dachów było różnie umotywowane. Dążenie do funkcjonalności, a przy tym ekonomiczności, nakazywało rezygnację ze słabo wykorzystanej kubatury budynku. Możliwość urządzenia na dachu zazielenionego tarasu umożliwiała lepsze zespolenie budynku z przyrodą. Przede wszystkim jednak dachy płaskie stanowiły manifestacyjny wyróżnik nowoczesności wyrażający się przez oderwanie od archetypu budynku (zwieńczonego dachem spadzistym), nadanie kubicznym budynkom cech kompozycji abstrakcyjnej oraz demonstrację możliwości nowoczesnej techniki.
Przykładem modernistycznego dachu płaskiego z tarasem wypoczynkowym jest Villa Savoye (1931) Le Corbusiera w Poissy oraz awangardowa, funkcjonalistyczna willa mieszkalna pokryta żółtym klinkierem (1936) Henryka Oderfelda i Ludwika Tokara przy ul. Buskiej 9 na Sadybie w Warszawie.

## Urbanistyka modernistyczna

### Kształtowanie stref zabudowy
W odróżnieniu od poprzedzających okresów najistotniejszym zadaniem urbanistyki modernizmu było ekonomiczne oraz sprzyjające zdrowiu i wygodzie mieszkańców projektowanie osiedli, a nie jedynie kształtowanie przestrzeni publicznych i wnętrz ulicznych oraz placów.
Moderniści propagowali rozdział poszczególnych funkcji na obszarze miasta (przemysłu, zabudowy mieszkaniowej, centrum administracyjnego i handlowego), także w zależności od ukształtowania terenu i kierunków wiatru. Szlaki komunikacyjne łączące poszczególne części miasta miały tych części nie rozdzielać, a rolę granic je izolujących miały grać tereny zielone. Postulowano łatwy dostęp do obszarów rekreacyjnych.
Modernizm wykształcił kilka sprzecznych tendencji urbanistycznych: limitację osiedli miejskich wraz z tworzeniem satelitów (Ernst May), również ograniczonej wielkości, oraz rozwój wzdłuż głównych osi witalnych aglomeracji miejskiej. Powstały koncepcje miast gwiaździstych i linearnych (Le Corbusier). Również wysokość zabudowy była sprawą sporną – wielu modernistów protestowało przeciw wieżowcom, widząc w nich rozwiązanie niehumanitarne, podczas gdy inni uważali je za symbol nowoczesności i metodę oszczędzania terenów naturalnych.

### Komunikacja
Większość modernistów, szczególnie w początkowej fazie rozwoju nowoczesnej architektury, podzielała fascynację motoryzacją i zaletami indywidualnego transportu. Proponowano model miasta samochodowego, samochód stanowił atrybut nowoczesności, a jego upowszechnianie stało się argumentem przemawiającym za wznoszeniem równie nowoczesnych domów. Po II wojnie światowej zwiększanie się powierzchni przeznaczonej na komunikację i niszczenie więzi przestrzennych wywołało debaty na temat potrzeby stworzenia miasta ludzkiego.

### Centrum miasta
Centrum nowoczesnego miasta miało być wydzielonym obszarem usługowym, czasem rozdzielano też administrację i kulturę od handlu. Postulowano tworzenie stref pieszych, obszernych placów oraz parków w bezpośredniej bliskości centrów. Przeważająca większość architektów akceptowała wznoszenie w centrach wieżowców i innych obiektów wielkokubaturowych.

### Osiedle modernistyczne
Dużą uwagę przywiązywano do doświetlenia pomieszczeń mieszkalnych bezpośrednim światłem słonecznym oraz przewietrzania układu urbanistycznego. Obiekty lokalizowano swobodnie wśród zieleni lub też przyjmowano radykalny układ rzędowy (linijkowy). Podłużne budynki orientowano w nim na osi północ-południe, przy czym pomieszczenia dzienne orientowano na zachód, a kuchnie na wschód, zaś komunikację kołową przeprowadzano w kierunku poprzecznym do zabudowy.
W urbanistyce późniejszego okresu (od lat 50.) architekci odchodzili od schematycznych rozwiązań w kierunku uznawanych za bardziej humanistyczne swobodnych i organicznych kompozycji, składających się z budynków o zróżnicowanej wysokości i często łamanym narysie (skomplikowanych formach rzutu). Pojawiło się też ponowne zainteresowanie kształtowaniem wnętrz urbanistycznych.

## Wybrani przedstawiciele modernizmu
| - Alvar Aalto - Peter Behrens - Max Berg - Marcel Breuer - Gordon Bunshaft - Le Corbusier - Walter Gropius - Hugo Häring - Philip Johnson - Iwan Leonidow - Pier Luigi Nervi | - Richard Neutra - Oscar Niemeyer - Hans Poelzig - Adolf Rading - Gerrit Rietveld - Ludwig Mies van der Rohe - Hans Scharoun - Alison i Peter Smithsonowie - Mart Stam - Helena i Szymon Syrkusowie - Frank Lloyd Wright |